# طرح‌های پیشنهادی برای تقسیمات کشوری در ایران

طرح‌های پیشنهادی برای تقسیمات کشوری در ایران شامل طرح‌هایی است که برای تفکیک یا ایجاد استان جدید یا تغییرات عمده محدوده بین استان‌ها در ایران، از سوی مقامات رسمی کشور ارایه شده‌اند و اهمیت و بازتاب قابل توجهی دارند. نگاهی به تاریخ گذشته نشان می‌دهد در کشور ما تمایل به افزایش تعداد استان‌ها و عدم وجود یک اراده برای کاهش تعداد استان‌ها همواره وجود داشته است، به‌گونه‌ای که از سال ۱۳۱۶ تاکنون، تعداد استان‌ها از ۱۰ به ۳۱ رسیده است. به گفته وزیر کشور در سال ۱۳۹۷ حدود ۱۵ استان در کشور متقاضی تقسیم استان خود هستند. براساس قانون، تشکیل استان جدید از جمله اختیارات وزارت کشور و دولت تلقی شده است. در قوانین تقسیمات کشوری آمده است، «وزارت کشور بنا به ضرورت می‌تواند با تصویب هیئت وزیران با ایجاد، انتزاع و الحاق روستاها، بخش‌ها یا شهرستان‌های مجاور، استان‌ها را تعدیل یا تشکیل نماید.» ماده ۹ قانون تقسیمات کشوری همچنین می‌گوید که استان جدید باید حداقل یک میلیون نفر جمعیت داشته باشد و مرکز استان یکی از شهرهای همان استان باشد که مناسب‌ترین کانون سیاسی، اقتصادی، فرهنگی، طبیعی و اجتماعی آن استان شناخته می‌شود. مرکز پژوهشهای مجلس در فروردین ۱۴۰۱ اعلام کرد: «بهتر است مجلس تا زمان تصویب لایحه جامع تقسیمات کشوری، از هرگونه تغییر در تقسیمات کشوری اجتناب کند.»

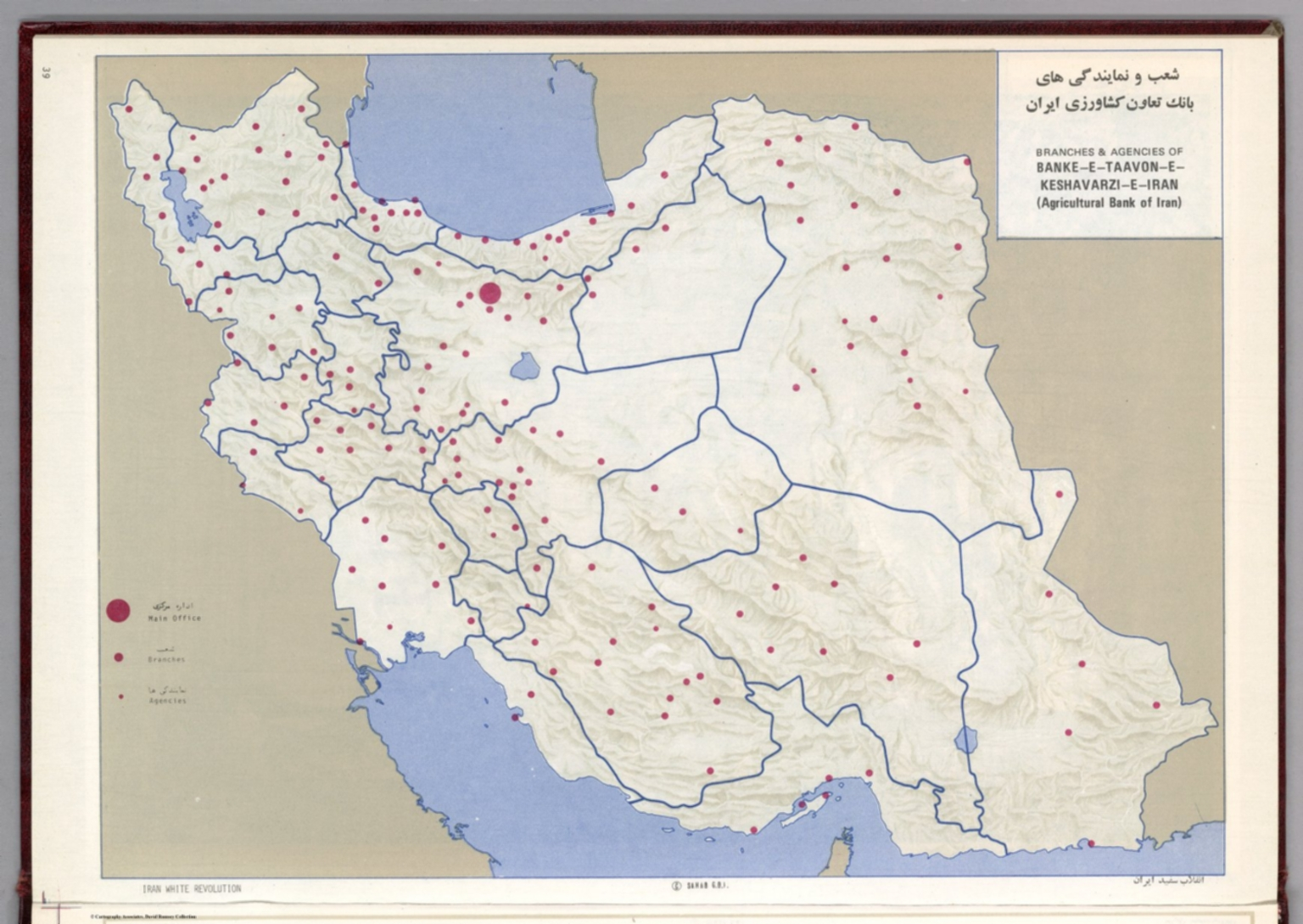
۲۴ استان ایران در نقشه سال ۱۳۵۱ خورشیدی

## فهرست استان‌های پیشنهادی
فهرست استان‌های پیشنهادی (۳۶ استان جدید) که احتمال تأسیس آن‌ها در آینده وجود دارد به شرح زیر است (این فهرست تا پایان آذرماه ۱۳۹۹ به روز شده است و بر اساس میزان احتمال و جدیت موضوع چینش شده است و بر اساس ترتیب حروف الفبا یا بر اساس موقعیت مکانی نمی‌باشد):
| ردیف                    | نام استان                            | موقعیت                                                                            | مرکز        | جمعیت مرکز (۱۳۹۵) |
| استان فارس              | استان فارس                           | استان فارس                                                                        | استان فارس  | استان فارس        |
| ----------------------- | ------------------------------------ | --------------------------------------------------------------------------------- | ----------- | ----------------- |
| ۱                       | استان فارس جنوبی                     | جنوب استان فارس                                                                   | جهرم        | ۱۴۱٬۶۳۴           |
| ۲                       | استان فارس غربی                      | غرب استان فارس                                                                    | کازرون      | ۹۶٬۶۸۳            |
| ۳                       | استان لارستان                        | جنوب استان فارس (با تمرکز بر مناطق با زبان لارستانی (اچمی))                       | لار         | ۶۲٬۰۴۵            |
| استان کرمان             |                                      |                                                                                   |             |                   |
| ۴                       | استان سبزواران                       | جنوب غربی استان کرمان                                                             | جیرفت       | ۱۳۰٬۴۲۹           |
| ۵                       | استان بم                             | جنوب شرقی استان کرمان                                                             | بم          | ۱۲۷٬۳۹۶           |
| ۶                       | استان سمنگان                         | غرب استان کرمان                                                                   | سیرجان      | ۱۹۹٬۷۰۴           |
| ۷                       | استان رفسنجان                        | شمال استان کرمان                                                                  | رفسنجان     | ۱۶۱٬۹۰۹           |
| استان خراسان رضوی       |                                      |                                                                                   |             |                   |
| ۸                       | استان خراسان غربی (سربداران)         | غرب استان خراسان رضوی                                                             | سبزوار      | ۲۴۳٬۷۰۰           |
| ۹                       | استان خراسان مرکزی (بینالود)         | مرکز استان خراسان رضوی                                                            | نیشابور     | ۲۶۴٬۳۷۵           |
| ۱۰                      | استان خراسان شرقی (خراسان مرکزی)     | جنوب استان خراسان رضوی                                                            | تربت حیدریه | ۱۴۰٬۰۱۹           |
| ۱۱                      | استان آساک                           | شمال شرق استان خراسان رضوی و شرق خراسان شمالی                                     | قوچان       | ۱۰۱٬۶۰۴           |
| استان سیستان و بلوچستان |                                      |                                                                                   |             |                   |
| ۱۲                      | استان سیستان و بلوچستان شمالی        | شمال استان سیستان و بلوچستان                                                      | زابل        | ۱۳۴٬۹۵۰           |
| ۱۳                      | استان سیستان و بلوچستان جنوبی        | مرکز استان سیستان و بلوچستان                                                      | ایرانشهر    | ۱۱۳٬۷۵۰           |
| ۱۴                      | استان مَکران                          | جنوب استان سیستان و بلوچستان                                                      | چابهار      | ۱۰۶٬۷۳۹           |
| استان هرمزگان           |                                      |                                                                                   |             |                   |
| ۱۵                      | استان خلیج فارس                      | جزایر جنوبی ایران (به ویژه جزایر استان هرمزگان)                                   | ابوموسی     | ۴٬۲۱۳             |
| ۱۶                      | استان هرمزگان شرقی                   | شرق استان هرمزگان                                                                 | جاسک        | ۱۶٬۸۶۰            |
| ۱۷                      | استان هرمزگان غربی                   | غرب استان هرمزگان                                                                 | بندر لنگه   | ۳۰٬۴۳۵            |
| استان اصفهان            |                                      |                                                                                   |             |                   |
| ۱۸                      | استان گلساران (اصفهان شمالی)         | شمال استان اصفهان شرق استان مرکزی                                                 | کاشان       | ۳۰۴٬۴۸۷           |
| ۱۹                      | استان اصفهان غربی                    | غرب استان اصفهان                                                                  | گلپایگان    | ۵۸٬۹۳۶            |
| استان خوزستان           |                                      |                                                                                   |             |                   |
| ۲۰                      | استان خوزستان شمالی                  | شمال استان خوزستان                                                                | شوشتر دزفول | ۱۰۱٬۸۷۸ ۲۶۴٬۷۰۰   |
| ۲۱                      | استان خوزستان جنوبی                  | جنوب استان خوزستان                                                                | آبادان      | ۲۳۱٬۴۷۶           |
| استان تهران             |                                      |                                                                                   |             |                   |
| ۲۲                      | استان تهران شرقی                     | شرق استان تهران                                                                   | دماوند      | ۴۸٬۳۸۰            |
| ۲۳                      | استان تهران غربی                     | غرب استان تهران                                                                   | شهریار      | ۳۰۹٬۶۰۷           |
| ۲۴                      | استان تهران جنوبی                    | جنوب غربی استان تهران و شمال استان مرکزی                                          | پرند        | ۹۷٬۴۶۴            |
| ۲۵                      | استان آفتاب                          | جنوب استان تهران                                                                  | ری          | ۳۶۵٬۲۵۹           |
| ۲۶                      | استان خرداد                          | جنوب شرقی استان تهران                                                             | ورامین      | ۲۲۵٬۶۲۸           |
| استان آذربایجان شرقی    |                                      |                                                                                   |             |                   |
| ۲۷                      | استان آذربایجان شمالی استان ارسباران | شمال استان اردبیل و شمال شرقی استان آذربایجان شرقی شمال شرقی استان آذربایجان شرقی | اهر         | ۱۰۰٬۶۴۱           |
| ۲۸                      | استان سهند                           | جنوب غربی استان آذربایجان شرقی                                                    | مراغه       | ۱۷۵٬۲۵۵           |
| استان آذربایجان غربی    |                                      |                                                                                   |             |                   |
| ۲۹                      | استان آذربایجان مرزی                 | شمال استان آذربایجان غربی                                                         | خوی         | ۱۹۸٬۸۴۵           |
| ۳۰                      | استان کردستان شمالی (مُکریان)         | جنوب استان آذربایجان غربی و شمال استان کردستان                                    | بوکان       | ۱۹۳٬۵۰۱           |
| سایر استان‌ها            |                                      |                                                                                   |             |                   |
| ۳۱                      | استان مغان                           | شمال استان اردبیل                                                                 | پارس‌آباد    | ۹۳٬۳۸۷            |
| ۳۲                      | استان تالش                           | شمال استان گیلان و بخش‌هایی از استان اردبیل                                        | آستارا      | ۵۱٬۵۷۹            |
| ۳۳                      | استان مازندران غربی                  | غرب استان مازندران                                                                | تنکابن      | ۵۵٬۴۳۴            |
| ۳۴                      | استان شاهرود (شاهوار)                | شرق استان سمنان                                                                   | شاهرود      | ۱۵۰٬۱۲۹           |
| ۳۵                      | استان گلشن                           | غرب استان خراسان جنوبی و شرق استان اصفهان                                         | طبس         | ۳۹٬۶۷۶            |
| ۳۶                      | استان زاگرس                          | شرق استان لرستان                                                                  | بروجرد      | ۲۳۴٬۹۹۷           |

## طرح‌های پیشنهادی استان‌های جدید

### تقسیم استان فارس

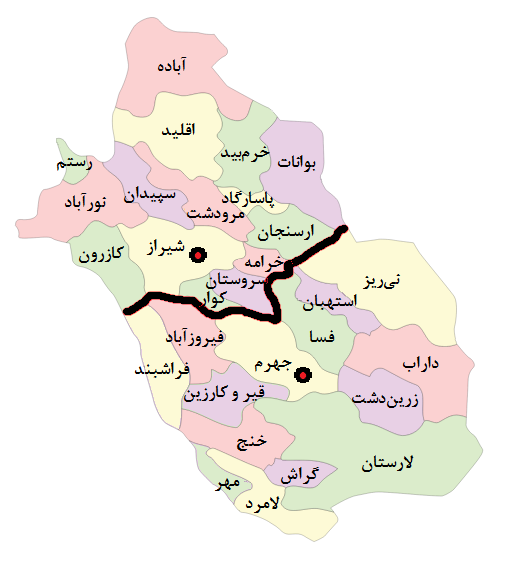
محدوده پیشنهادی برای استان‌های فارس شمالی به مرکزیت شیراز و فارس جنوبی به مرکزیت جهرم

استان فارس با مساحتی در حدود ۱۲۲٬۶۰۸ کیلومتر مربع، چهارمین استان بزرگ و با جمعیتی معادل ۴٬۸۵۱٬۲۷۴ تن، چهارمین استان پرجمعیت ایران به‌شمار می‌رود. وجود مسائل و مشکلاتی مانند وسعت زیاد استان فارس، گسترش افقی استان فارس، نامناسب بودن شاخص‌های توسعه در سطح شهرستان‌های استان فارس، تعداد زیاد شهرستان، نامناسب بودن وضعیت راه‌های ارتباطی و … تقسیم استان فارس را ضروری نموده است. شهر جهرم به دلیل دارا بودن شرایط، مناسب‌ترین گزینه مرکز استان جدید است. موضوع تقسیم استان فارس و تعیین مرکزیت دوم این استان، در سال ۱۳۹۳ مورد بحث مقاله‌ای قرار گرفته است.

#### استان فارس جنوبی
استان فارس جنوبی استانی پیشنهادی در نیمهٔ جنوبی استان فارس به مرکزیت جهرم است. جهرم پرجمعیت‌ترین شهر نیمهٔ جنوبی استان فارس با ۱۴۱٬۶۳۴ تن جمعیت است. شهر جهرم، قطب خدمات‌رسانی تخصصی در جنوب استان فارس به حساب می‌آید و وجود زیرساخت‌های مناسب در حوزه‌های بهداشت و درمان، آموزش عالی، بازرگانی، خدمات بانکی و خدمات امنیتی-نظامی و…، این شهر را به عنوان شاخص‌ترین شهر در حوزه جنوب و شرق استان فارس تبدیل نموده و باعث شده جهرم بتواند در صورت تقسیم استان فارس، نقش مرکزیت سیاسی-اداری را نیز بر عهده گیرد. جهرم با داشتن چندین دانشگاه و بیمارستان، یکی از قطب‌های دانشگاهی و درمانی جنوب کشور، و دارای دو شهرک صنعتی، منطقهٔ ویژهٔ اقتصادی، بندر خشک، پتروشیمی، فرودگاه، صداوسیما، گمرک و نیروگاه سیکل ترکیبی است که در بین سایر شهرهای استان فارس بی‌همتاست و این شهر را مناسب‌ترین گزینه برای مرکز استان جدید می‌کند.
البته به جز شهر جهرم، چندین شهر دیگر در فارس خواهان مرکزیت استان تازه تأسیس هستند که می‌توان به شهرهای لار و کازرون اشاره کرد که همگی در جمعیت و توسعه‌یافتگی در رتبهٔ پایین‌تری به نسبت جهرم قرار دارند. کازرون پنجمین و لار نهمین شهر پرجمعیت استان فارس است.

#### استان فارس غربی
طرحی که شهرستان‌های غرب استان فارس جدا شده و استانی جدید به مرکزیت شهر کازرون ایجاد می‌شود. دلیل پیشنهاد این طرح سابقه شهرستان کازرون بزرگ به محوریت کازرون بوده که به مرور شهرستان‌های لرنشین ممسنی و رستم و کوهچنار از آن جدا شده‌اند و همچنین تعیین کازرون به عنوان فرمانداری ویژه این شهرستان‌ها در حال حاضر بوده است.

#### استان لارستان
جمشید جعفرپور نماینده لارستان، گراش و خنج در ۹ شهریور ۱۳۹۸ در نامه‌ای به حسن روحانی رئیس‌جمهور خواهان بررسی طرح استان لارستان شده شامل شماری از شهرستان‌های جنوبی استان فارس با مرکزیت شهر لار تبدیل شوند و همان روز نیز محمود واعظی رئیس دفتر حسن روحانی در نامه‌ای به عبدالرضا رحمانی فضلی وزیر کشور نوشته که بر اساس دستور رئیس‌جمهور، نامه این نماینده مجلس در خصوص تشکیل استان لارستان مورد بررسی قرار گیرد اما وزارت کشور می‌گوید دولت هیچگونه برنامه‌ای برای ایجاد استان‌های جدید در کشور ندارد. به دنبال انتشار خبر طرح ایجاد استان لارستان، سعید جلالی مدیرکل تقسیمات کشوری وزارت کشور گفت: دولت هیچگونه برنامه‌ای برای ایجاد استان‌های جدید در کشور ندارد. گفتنی است طرح استان لارستان در سال‌های پیشین نیز مطرح شده بود.

### تقسیم استان کرمان
در چند سال اخیر بحث تقسیم استان کرمان به چند استان (سه، چهار و حتی پنج) مطرح شده و شهرهایی از جمله رفسنجان، سیرجان، بم و جیرفت تمایل دارند به عنوان مرکز استان قرار بگیرند.

#### استان سبزواران
استان سبزواران یا کرمان جنوبی (به‌طور دقیق تر جنوب غربی استان کرمان) به مرکزیت جیرفت از استان‌های پیشنهادی است که به دلیل زیر ساخت‌های اساسی و اداره کل‌های جداگانه احتمال دارد از استان‌های آینده باشد. استان سبزواران از شهرستان‌های جیرفت، قلعه گنج، کهنوج، منوجان، رودبار جنوب و عنبرآباد تشکیل می‌شود که جیرفت در مرکز آن قرار دارد.

#### استان بم
این استان در صورت تشکیل شامل جنوب شرقی استان کرمان خواهد بود. طرح این استان به وزارت کشور داده شده و در صورتی که بم استان شود، نواحی جنوبی و شرقی استان کرمان از آن جدا خواهد شد و استان بم را به مرکزیت شهر بم تشکیل خواهند داد. طرح تبدیل بم به استان را سال ۱۳۹۰ موسی غضنفرابادی، نماینده مردم بم در مجلس شورای اسلامی مطرح کرده و گفته بود: «چنان‌که قصدی بر تقسیم استان کرمان وجود داشته باشد شرق استان کرمان با چهار شهرستان بم، ریگان، فهرج، و نرماشیر با توجه به زیر ساخت‌های موجود و جمعیت زیاد منطقه لازم به عنوان استان مستقل تحت استان بم لحاظ شود در غیر این صورت شاهد تنش‌های شدیدی در منطقه خواهیم بود.»

#### استان سمنگان
استان سمنگان طرحی است که برمبنای آن استانی در غرب استان کرمان به مرکزیت شهر سیرجان شکل می‌گیرد. برای نخستین بار، نماینده سیرجان در مجلس شورای اسلامی این طرح را اعلام کرد. به گفتهٔ او برخی از بخش‌های استان فارس، شهربابک و ارزوئیه داوطلب پیوستن به حوزه سیرجان هستند.

#### استان رفسنجان
استان رفسنجان استانی پیشنهادی در شمال استان کرمان به مرکزیت شهر رفسنجان است. فرماندار رفسنجان از جمله کسانی است که این طرح را ارائه کرده است.

### تقسیم استان خراسان رضوی

شهرستان‌های خراسان رضوی در سال ۱۴۰۳

بر اساس طرح‌های پیشنهادی امکان تقسیم خراسان رضوی به سه یا چهار استان وجود دارد. استان خراسان رضوی به مرکزیت مشهد در شمال شرقی خواهد بود و امکان تشکیل استان خراسان مرکزی یا خراسان شرقی به مرکزیت تربت حیدریه در جنوب، استان خراسان مرکزی یا بینالود به مرکزیت نیشابور در مرکز و استان خراسان غربی یا سربداران به مرکزیت سبزوار در غرب استان خراسان رضوی محتمل خواهد بود. ضمن اینکه در ماجرای تقسیم استان خراسان در سال ۱۳۸۳ نیز بحث چهار و پنج استان هم مطرح بود ولی در پایان سه استان به تصویب رسید.

#### استان خراسان غربی (سربداران)
نام استانی پیشنهادی به نام خراسان غربی به مرکزیت شهر سبزوار است. سبزوار سومین شهر بزرگ استان‌های خراسان، چهارمین شهر بزرگ شرق ایران و بزرگ‌ترین و پرجمعیت‌ترین شهر نیمه غربی استان خراسان رضوی است. طرح استان شدن سبزوار به زمان اولین مطالعات آمایش سرزمینی ایران که در سال ۱۳۵۴ توسط شرکت ست کوپ فرانسه و به سفارش وزارت کشور وقت انجام گردید بازمی‌گردد، در این مطالعات صراحتاً به این موضوع پرداخته شد؛ این طرح در زمان تقسیم خراسان بزرگ و در ابتدا با نام استان خراسان غربی دوباره مطرح گردید. مرتضی خیرآبادی نماینده حوزه انتخابیه سبزوار در مجلس ششم با اشاره به کار کارشناسی وزارت کشور درخصوص تقسیم خراسان در دهه هفتاد اظهار داشت که وزارت کشور بعد از مطالعات زیاد و بررسی شاخص‌های مختلف تقسیم و متغیرهای مختلف برای هر شاخص با تحلیل نظام سکونت گاهی هر حوزه آبریز و سطوح سلسله مراتب سکونت گاهی و استفاده از مدل گاتمن و به‌کارگیری قانون رتبه و رایلی در تعیین حوزه نفوذ شهرها، همراه با آینده نگری و افقی حداقل(۱۰) ساله اعلام کرده است که استان خراسان می‌بایست به ۵ استان تقسیم شود و کلمه «می‌بایست» بارها در اعلام نتایج کارشناسی مورد تأکید قرار گرفته است.
مرتضی خیرآبادی در ادامه اظهار داشت نمایندگان محترم مجلس شورای اسلامی! دراعلام نظر کارشناسی تهیه شده در زمان جناب عبدالله نوری می‌گویند عدم توجه به شهرستان سبزوار از لحاظ ژئوپلتیکی می‌تواند عواقب بدی را متوجه شهر مشهد، تهران و شاهرود نماید و سنگر غرب خراسان، شهر سبزوار از گذشته‌های دور ثابت کرده که همواره سنگربان و پشتیبان نواحی شرق، جنوب و شمال خراسان بوده است و تشکیل استان خراسان غربی از لحاظ اپولوژیکی، شبکه شهری، مسایل اقتصادی، اجتماعی، فرهنگی و قومی دارای بالاترین اهمیت می‌باشد. وانگهی در فاصله مشهد تا تهران به جز سمنان در این فاصله ۱۰۰۰ کیلومتری خصوصاً در غرب خراسان خلأئی ایجاد می‌شود که از نظر امنیتی سیاسی مشکلاتی را به دنبال خواهد داشت و نظام سلسله مراتب سکونت گاهی بهنگام غرب خراسان به چند استان از نظر جغرافیای سیاسی اینطور حکم می‌کند که تمام نواحی استان پهناور خراسان تقویت شود و حوزه کالشور و دشت کویر غرب خراسان که از نظر امنیت ملی و پشتیبانی مرزی جایگاه خطیری دارد، مورد توجه مسئولین قرار گیرد و از همین غرب خراسان چه شاعران، حکیمان و علمای والا مقامی که ظهور پیدا نکرده‌اند که هر کدام برای خود تاریخی جداگانه و تعاملی بس خطیر دارند. حکیم حاج ملاهادی سبزواری، عطاملک جوینی، ابوالحسن بیهقی، ابوالفضل بیهقی، محمود دولت‌آبادی، محمد تقی شریعتی، قاسم غنی، ابن یمین فریومدی، خواجه نظام الملک و از همه مهم‌تر ستاره سرخ کویر مزینان، دکتر علی شریعتی.
مرتضی خیرآبادی همچنین اظهار داشت همکاران عزیز! مردمان سبزوار مردمان غیوری هستند که رایت فرهنگ و تمدن را پیشه خود گرفته‌اند. اینک من به پیمانی که با شما بسته‌ام پای می‌فشارم که دفاع از حقوق اساسی، بنیانی و اولیه مردم سبزوار را در طول مدت نمایندگی از طریق روش‌های خردمندانه پیش برده‌ام و سخت معتقد هستم که انتخاب سبزوار در مرکزیت استان خراسان غربی عین عدل است و در راه اجرای عدل، به فضل خداوند چنان آرش از بذل جان و تنم دریغ نورزیده‌ام که این کمترین هدیه است.
حسن سیدآبادی دیگر نماینده حوزه انتخابیه سبزوار نیز اظهار داشت که بحث تقسیم استان خراسان کمتر از ۵ استان امروز یقین بدانیم که با تنش‌های گسترده مواجه خواهد شد. حسن سیدآبادی همچنین در نطق پیش از دستور خود اظهار داشت که هیچ شهرستانی در استان خراسان از نظر جمعیت، وسعت، تعداد بخش، تعداد دانشگاه، تعداد دانشجو و سایر ساختارهای زیربنایی، در حد سبزوار نیست. وی در پایان اظهار داشت: من بار دیگر هشدار می‌دهم که ما۵۰۰ هزار نفر مردم سبزوار، تحت هیچ شرایطی نسبت به حقوق خود کوتاه نخواهیم آمد؛ زیرا استان شدن سبزوار که دومین شهر بزرگ پس از مشهد مقدس است حق مسلم ماست و در جهت احقاق حق نیز همچنان سربداریم.
پس از تقسیم خراسان و ناکام ماندن این طرح مخالفت‌های گسترده‌ای در سبزوار شکل گرفت و بازاریان سبزوار در اعتراض به طرح تقسیم خراسان با تعطیل کردن مغازه‌های خود و تجمع در خیابان‌های اصلی شهر، واکنش خود را نسبت به این تصمیم اعلام کردند. در ناآرامی‌های به‌پاشده پس از ناکام ماندن این طرح، حداقل دو نفر کشته و بیش از ده نفر زخمی شدند. از جمله دلایل استان نشدن سبزوار تعداد کم شهرستان‌های اطراف شهرستان سبزوار اعلام شده بود. این طرح سپس به فراموشی سپرده شد تا اینکه با ارتقای بخش‌های جوین، جغتای، خوشاب و داورزن به شهرستان، طرح استان شدن سبزوار مجدداً برسر زبان‌ها افتاد. بر این اساس نمایندگان مردم شهرستان‌های مذکور در مجلس هشتم در نامه‌ای به محمود احمدی‌نژاد رئیس‌جمهور وقت خواستار تشکیل استان سربداران شدند. از جمله دلایل این درخواست، استحقاق ارتقای منطقه در طرح آمایش سرزمین، پتانسیل بالای منطقه، پیشینه فرهنگی و تاریخی و قیام سربداران و جلوگیری از مهاجرت و حاشیه نشینی در این منطقه نام برده شده است
همزمان با ارتقای بخش ششتمد شهرستان سبزوار به شهرستان در ۲۱ اردیبهشت ۱۳۹۹ و تکمیل پازل استان شدن سبزوار، رمضانعلی سبحانی فر نماینده مردم سبزوار، جغتای، جوین، خوشاب، داورزن و ششتمد در مجلس شورای اسلامی از وزیر کشور خواست تا نسبت به طرح تقسیمات کشوری استان سربداران یا خراسان غربی توجه لازم را با توجه به شرایط منطقه و ظرفیت و تاریخ و پیشینه این منطقه داشته باشد.
در حال حاضر وجود شرایط و زیرساخت‌های مناسب نظیر فرودگاه بین‌المللی، اداره کل پخش فراورده‌های نفتی، معاونت هماهنگی توزیع برق غرب استان خراسان رضوی، منطقه ویژه اقتصادی، گمرک، راه‌آهن، دانشگاه علوم پزشکی و مراکز بهداشتی درمانی عالی، دانشگاه حکیم سبزواری به عنوان معین و مستقل از مرکز استان، جمعیت بیشتر از ۷ مرکز استان، شهرستان‌های اقماری متعدد، دوری از مرکز استان و مجاورت با استان‌های دیگر، پیشینه تاریخی ۱۲ هزار ساله و وجود اماکن تاریخی و باستانی متعدد، وضعیت بازرگانی عالی، بیشترین بانک در کشور به نسبت جمعیت، بالاترین سرانه فضای سبز شهری پس از مشهد، وجود بوستان‌ها و مسیرهای خطی متنوع، راه‌های ارتباطی اصلی، وجود ۵ بزرگراه شهری، شهرک‌های صنعتی متعدد، نیروگاه سیکل ترکیبی، سابقه پایتختی ایران در دوره حکومت سربداران به عنوان اولین حکومت شیعه دوازده امامی در ایران، مهد هندبال ایران، وجود مشاهیر بزرگ، مطرح بودن به عنوانِ نماد علم، تاریخ و فرهنگ ایران و … سبزوار را به بهترین گزینه در استان خراسان رضوی جهت ارتقا به یک استان جدید در شرق ایران تبدیل کرده است. شهرستان‌های سبزوار، اسفراین، کاشمر، بردسکن، خوشاب، داورزن، جوین، جغتای، ششتمد، خلیل‌آباد، کوهسرخ، بام و صفی‌آباد و انابد استان خراسان غربی را تشکیل می‌دهند. جمعیت این استان بیش از یک میلیون نفر است.

#### استان خراسان مرکزی (بینالود)
نیشابور برای مرکزیت این استان با توجه به پتانسیل بالای جغرافیای و جمعیت بالای این شهرستان بعد از مشهد، پیشنهاد شده است. این استان از حمایت جمعیت تقریباً یک میلیونی منطقه بینالود و خراسان مرکزی برخوردار است، نیشابور مرکزیت تاریخی خراسان بزرگ تا قبل از ظهور و بروز مشهد بوده است و سابقه دوبار پایتختی ایران را دارد و هم‌اکنون نیز نیشابور دومین شهر پرجمعیت شمال شرق کشور پس از مشهد است که از هفت مرکز استان مانند بجنورد، بیرجند، ایلام، سمنان، یاسوج، شهرکرد و بوشهر جمعیت بیشتری دارد. صنعت قوی منطقه، دانشگاه‌های ملی و علوم پزشکی، راه‌آهن، گمرگ، کشاورزی و باغداری گسترده و گردشگری تاریخی با دو روز ملی در تقویم رسمی کشور نیشابور را از هر لحاظ آماده ارتقا به جدیدترین مرکز استان ایران کرده است.

#### استان آساک
قوچان به عنوان مرکزیت این استان و همراه با شهرهای درگز، باجگیران، لطف آباد، سرولایت، چناران، فاروج و کلات نادری، استان پیشنهادی جدید را تشکیل می‌دهد. با توجه به اینکه قوچان اولین پایتخت سلسله اشکانیان بوده، ظرفیت تاریخی نیز دارد. هادی شوستری نماینده قوچان، استان آساک را پیشنهاد کرد و گفت که این شهر ظرفیت تبدیل به مرکز استان را دارد.

#### استان خراسان شرقی (خراسان مرکزی)
مردم و مقامات شهرستان تربت حیدریه خواستار ایجاد استانی جدید به نام خراسان مرکزی یا شرقی از دل استان خراسان رضوی شده‌اند که شهرستان‌های جنوبی این استان را شامل می‌شود. در صورتی که ایجاد استان خراسان مرکزی به مرکزیت نیشابور صورت نگیرد نام این استان احتمالی خراسان مرکزی خواهد بود و نیشابور همچنان بخشی از خراسان رضوی خواهد بود ولی در صورتی که استان خراسان مرکزی به مرکزیت نیشابور ایجاد گردد نامش خراسان شرقی خواهد بود. ابوالقاسم خسروی‌سهل‌آبادی نماینده حوزه انتخابیه تربت حیدریه، مه‌ولات و زاوه در سال ۱۳۹۵ و در جلسه علنی مجلس، با اشاره به استعداد شهرستان تربت حیدریه خواستار ارتقای آن به استان شد. او ادعا کرد این منطقه قطب اقتصادی و کشاورزی و صنعتی و دارای استعدادهای فراوانی است. باید توجه داشت موضوع تشکیل استانی با مرکزیت تربت حیدریه قدمت بیشتری دارد. در سال ۱۳۸۳ و هنگام تقسیم استان خراسان از همان ابتدا نیز بحث تقسیم به دو، سه، چهار و حتی پنج استان هم مطرح بود ولی تقسیم به سه استان تصویب شد. در طرح ۴ استانی شهرستان‌های بردسکن، خلیل‌آباد، خواف و رشتخوار، کاشمر و تربت حیدریه به مرکزیت شادمهر در قالب یک استان قرار داشت. نمایندگان شهرستان‌های تربت حیدریه، کاشمر و بردسکن، خواف و رشتخوار و گناباد در آخرین ماه سال ۱۳۸۴ در نامه ای به وزارت کشور مبنی بر پیگیری تشکیل استان خراسان مرکزی، دوباره داستان تقسیم خراسان را به جریان انداختند. محمدرضا خباز، نماینده کاشمر در مجلس ششم، با بیان اینکه شادمهر (مه‌ولات) به عنوان مرکز استان با توجه به قرار گرفتن بر سر سه راهی، دارا بودن معادن غنی، زمینه مناسب کشاورزی و دارا بودن زمینه رشد مناسب، می‌تواند بهترین مرکز برای استان باشد، اضافه کرد: علاوه بر این حساسیت‌هایی بین تربت حیدریه و شهرهای اطراف وجود دارد. ضمن اینکه تربت حیدریه به علت قرار گرفتن در دامنه کوه، زمینه رشد ندارد و شادمهر (مه‌ولات) در قالب این حساسیت‌ها نمی‌گنجد؛ بنابراین استان خراسان مرکزی استانی جمع و جور و قابل دفاع است. ابوالقاسم عابدین‌پور، نماینده تربت حیدریه در مجلس ششم نیز گفته بود: تشکیل خراسان مرکزی با مرکزیت تربت حیدریه قولی بود که در زمان مجلس ششم داده شد. چرا که در مرحله اولیه تقسیم استان خراسان تشکیل استان مرکزی نیز پیشنهاد داده شده بود. محمدرضا سجادیان، نماینده خواف و رشتخوار در مجلس هفتم شورای اسلامی ضمن تأکید بر حمایت و پیگیری این پیشنهاد و با بیان اینکه طرح تقسیم خراسان چندین سال مطرح بوده است تا اینکه در مجلس ششم علی‌رغم مخالفان و موافقان زیاد مورد موافقت قرار گرفت، گفته بود: با وجود اینکه خراسان به سه استان تقسیم شده است اما هنوز ۸ درصد جمعیت کشور در خراسان رضوی زندگی می‌کنند در حالی‌که دو استان خراسان شمالی و جنوبی چه از نظر جمیعت و چه از نظر تعداد شهرستان‌ها، استانهای جمع و جوری هستند. در استان‌های کوچک مسئولان و مدیریت عالی استان به راحتی می‌توانند به شهرستان‌ها سرکشی کنند و نظارت و ارتباط مستقیم داشته باشند، در حالی‌که در خراسان رضوی به علت پراکندگی و کثرت شهرها و وجود شهرستان‌های بزرگی مثل سبزوار و نیشابور یا شهرستان‌های مرزی با جمعیت بالا این امکان وجود ندارد.

### تقسیم استان سیستان و بلوچستان

استان سیستان و بلوچستان

استان سیستان و بلوچستان با استان‌های خراسان جنوبی، کرمان، هرمزگان، دریای عمان، کشور پاکستان و کشور افغانستان همسایه است. این استان به دو بخش اصلی سیستان و بلوچستان، مکران (مکوران) تقسیم می‌شود که سیستان خود شامل دو بخش اصلی سیستان و سرحد سیستان و مکران هم شامل دو بخش سراوان و جهلاوان است. برخی تقسیم به سه و برخی تقسیم به چهار استان را پیشنهاد داده‌اند:
1. استان سیستان: شمال استان (نیمه بالایی) به مرکزیت زابل
2. استان سرحد: شمال استان (نیمه پایینی) به مرکزیت زاهدان
3. استان بلوچستان (مرکز استان) به مرکزیت ایرانشهر
4. استان مکران (جنوب استان) به مرکزیت چابهار

سیستان و بلوچستان به استان‌های سیستان، سرحد، بلوچستان و مکران تقسیم می‌شود و می‌توانند ضمن حفظ پیوندهای فرهنگی و اجتماعی خود در چارچوب ایران بزرگ گام در مسیر رشد و توسعه بنهند. بر این اساس شرایط و ویژگی‌های هر یک از استان‌های پیشنهادی به شرح زیر تعریف می‌شود:

#### استان سیستان
استان پیشنهادی سیستان شامل شهرستانهای زابل، زهک، هیرمند، هامون و نیمروز با جمعیت تقریبی ۶۰۰ هزار نفر که مرکز آن شهر زابل است. مردم این منطقه فارس هستند و به گویش سیستانی سخن می گویند.

#### استان بلوچستان
استان پیشنهادی بلوچستان شامل شهرستان‌های ایرانشهر، سراوان، سیب و سوران، مهرستان و دلگان با جمعیت تقریبی ۶۰۰ هزار نفر که مرکز آن ایرانشهر است.

#### استان مَکران
استان پیشنهادی مکران شامل شهرستان‌های چابهار، کنارک، نیکشهر، سرباز، قصرقند و فنوج با جمعیت تقریبی ۶۰۰ هزار نفر که مرکز آن چابهار است.

### تقسیم استان هرمزگان
طرح تفسیم استان هرمزگان به دو استان (شرقی و غربی) یا سه استان (شرقی، مرکزی و غربی) و یک استان مشتمل بر تمام جزایر ایران در خلیج فارس مطرح شده است. در طرح دو استانی شدن هرمزگان شرقی (یا مکران غربی) به مرکزیت جاسک و هرمزگان غربی به مرکزیت بندرعباس خواهد بود. در طرح دو استانی در واقع استان مکران تشکیل شده از تقسیم سیستان و بلوچستان را مکران شرقی فرض کرده است. در فرض سه استانی شدن، بخش سوم در غرب استان به مرکزیت بندرلنگه خواهد بود.
1. هرمزگان شرقی (مکران غربی) به مرکزیت جاسک
2. هرمزگان مرکزی به مرکزیت بندرعباس
3. هرمزگان غربی (پارسیان) به مرکزیت بندرلنگه
4. استان خلیج فارس به ویژه جزایر استان هرمزگان به مرکزیت ابوموسی

#### استان خلیج فارس
عنوانی است که برای تأسیس استانی جدید در جنوب ایران به کار رفته است. این استان جزایر جنوبی ایران به ویژه جزایر استان هرمزگان را شامل می‌شود، ولی اسماعیلی عضو کمیسیون شوراها و سیاست داخلی مجلس در ۴ اردیبهشت ۱۳۹۱ دستور تهیه طرحی برای تشکیل استان توریستی فرهنگی خلیج فارس را در آستانه روز ملی خلیج فارس در مجلس ایران خبر داد. قرار است مرکز این استان توریستی - فرهنگی، ابوموسی باشد. جزایر قشم، کیش، بنادر لاوان، لنگه، سیری، جزایر تنب بزرگ و تنب کوچک از شهرهای این استان خواهند بود.

#### استان هرمزگان شرقی
استان هرمزگان شرقی یا مکران غربی به مرکزیت جاسک در شرق استان هرمزگان فعلی خواهد بود.

#### استان هرمزگان غربی
استان هرمزگان غربی یا پارسیان به مرکزیت بندر لنگه در غرب استان هرمزگان فعلی خواهد بود.

### تقسیم استان اصفهان
در سال ۱۳۹۷ طرح تقسیم استان اصفهان به سه استان مطرح شد. پیش تر طرح تقسیم به دو استان شمالی و غربی نیز مطرح شده بود
با توجه به وسعت جغرافیایی و تعداد زیاد شهرستان‌های استان اصفهان و همچنین مسافت بین شهرستان‌ها با مرکز این استان، باعث شده که بخش‌هایی از استان کمتر توسعه پیدا کند. بر اساس این طرح استان اصفهان به ۳ استان غربی به مرکزیت گلپایگان، مرکزی به مرکزیت اصفهان و همچنین شمالی به مرکزیت کاشان تقسیم می‌شود. هدف از این طرح این است که توسعه استان به صورت متوازن صورت گیرد و بخش‌هایی که در قسمت شمالی و غربی کمتر توسعه یافته‌اند نیز به توسعه مناسب برسند.

#### استان اصفهان شمالی (گلساران)

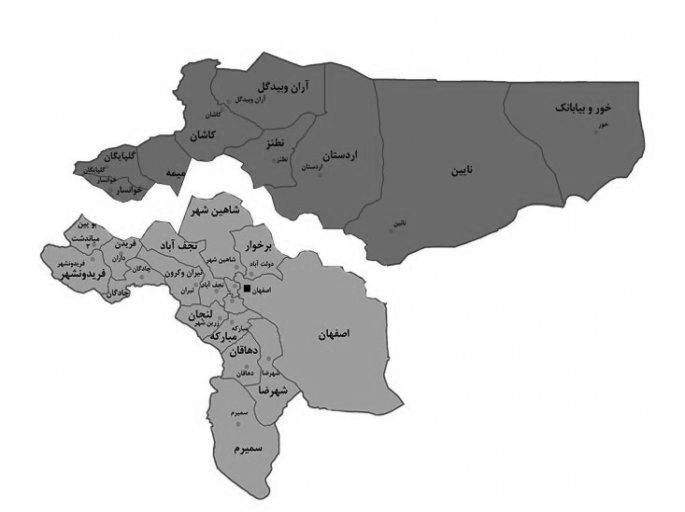
محدوده پیشنهادی برای استان اصفهان شمالی

طرحی است که برمبنای آن نواحی شمالی استان اصفهان از این استان جدا شده و می‌تواند استانی جدید به مرکزیت شهر کاشان ایجاد شود. به‌جهت فراهم‌بودن زمینه‌های تاریخی، راهبردی، صنعتی، علمی، گردشگری و میراث فرهنگی در سطح منطقه، این طرح از حساسیت بیش‌تری برخوردار است؛ به گونه‌ای که محمود احمدی‌نژاد نیز آن را مورد تأیید قرار داده است. هم‌اکنون کاشان صاحب فرمانداری ویژه است. اولین بار، نام استان اصفهان شمالی در تاریخ ۲۰ اسفند ۱۳۹۷ توسط سیدجواد ساداتی نژاد در مجلس ارائه شد و دربرگیرنده شهرستان‌های کاشان، آران و بیدگل، نطنز و بادرود و اردستان، گلپایگان، خوانسار، خور و بیایانک و نایین می‌باشد. وی از دلایل طرح این پیشنهاد را کم کردن کاغذبازی‌های اداری به شهر اصفهان و همچنین طرح موفق تفکیک استان خراسان دانست.

#### استان اصفهان غربی
استان پیشنهادی اصفهان غربی به مرکزیتِ گلپایگان خواهد بود. این استان دربرگیرندهٔ شهرستان‌های گلپایگان، خوانسار، فریدن، فریدونشهر، چادگان و بوئین و میاندشت می‌باشد.

### تقسیم استان خوزستان
در سال‌های اخیر پیشنهاد تقسیم خوزستان به دو تا سه استان (خوزستان شمالی، مرکزی و جنوبی) مطرح شده است که در این صورت اهواز مرکز استان خوزستان مرکزی خواهد بود.

#### استان خوزستان شمالی
بحث تأسیس استان خوزستان شمالی با مرکزیت شوشتر از دهه‌های گذشته مطرح بوده است. در دوره پهلوی مرکز استان خوزستان از شوشتر به اهواز منتقل شده بود. مدتی بعد بحث مرکزیت مجدد شوشتر در شمال خوزستان مطرح گردید اما عملی نشد و در عوض چند شهر خوزستان به استان‌های همجوار ملحق شدند. پس از انقلاب نیز پیشنهاد تأسیس استان خوزستان شمالی توسط نماینده مردم دزفول در مجلس مطرح شد. سید احمد آوایی گفته بود با توجه به این که دزفول دومین شهر پرجمعیت استان خوزستان است و جمعیت این شهر در کنار شوشتر، شوش، ایذه، مسجد سلیمان، اندیمشک، گتوند و لالی بیش از یک میلیون نفر می‌شود، می‌تواند مرکز استان خوزستان شمالی قرار گیرد. در مقابل طرفداران مرکزیت شوشتر مواردی نظیر سابقه تاریخی مرکزیت خوزستان، پذیرش اجتماعی از سوی مردم سایر شهرها و مرکزیت جغرافیایی در این استان پیشنهادی را از دلایل خود برای مرکزیت این شهر ذکر می‌کنند.

#### استان خوزستان جنوبی
در مقابل طرح خوزستان شمالی، برخی نمایندگان جنوب و شرق خوزستان، طرح خوزستان جنوبی با مرکزیت ماهشهر یا بهبهان یا آبادان، شامل شهرهای بهبهان، آغاجاری، امیدیه، هندیجان، ماهشهر، شادگان، آبادان و خرمشهر را مطرح کردند. در تابستان ۱۴۰۰، مولوی نماینده آبادان طرح تشکیل استان خوزستان جنوبی به مرکزیت آبادان را تقدیم هیئت رئیسه مجلس کرد که با مخالفت برخی نمایندگان خوزستان از جمله نمایندگان اهواز، شوشتر و مسجدسلیمان روبرو شد. رئیس مجمع نمایندگان خوزستان نیز اعلام کرد به جز یک نماینده همه نمایندگان دیگر خوزستان با این طرح مخالفند.

### تقسیم استان تهران

استان تهران

زمزمه‌هایی در سال‌های قبل بوده است که استان تهران به استان‌های شرقی، مرکزی، غربی و جنوبی تهران تقسیم شود.
مهدی جمشیدی کارشناس ارشد برنامه‌ریزی شهری، تقسیم‌بندی ۴ گانه را به این ترتیب عنوان نمود؛
1. مرکز: استان تهران شامل؛ شهرستان‌های تهران، شمیرانات، ری و اسلامشهر که در این تقسیم‌بندی جمعیت استان حدود ۱۰ میلیون نفر خواهد بود.
2. غرب: استان شهریار شامل؛ شهرستان‌های شهریار، رباط کریم، بهارستان، ملارد و قدس که جمعیت این استان حدود ۲ میلیون نفر خواهد بود.
3. جنوب: استان ورامین شامل؛ شهرستان‌های ورامین، پیشوا، قرچک و پاکدشت که جمعیت این استان حدود ۱ میلیون نفر خواهد بود (این طرح همچنین به صورت استان تهران جنوبی متشکل از شهرستان‌های اسلامشهر، بهارستان و رباط کریم از استان تهران فعلی و ساوه، زرندیه و تفرش از استان مرکزی فعلی به مرکزیت شهر پرند پیشنهاد شده است).[۶۸]
4. شرق: استان دماوند شامل؛ شهرستان‌های دماوند، پردیس و فیروزکوه که جمعیت این استان حدود ۴۰۰ هزار نفر خواهد بود.

در طرح تقسیم استان تهران به ۴ استان مستقل، جمعیت استان شهریار برابر با استان گیلان خواهد بود و جمعیت استان ورامین نیز با استان زنجان برابر خواهد شد. همچنین استان دماوند کم جمعیت‌ترین استان کشور خواهد شد که می‌توان با ساخت مسکن ملی در شهرستان‌های تابعه استان، جمعیت پذیری این استان را منطقی کرد.

#### استان تهران شرقی
استان تهران شرقی یا استان دماوند شامل شهرستان‌های دماوند، پردیس و فیروزکوه به مرکزیت دماوند خواهد بود که جمعیت این استان حدود ۴۰۰ هزار نفر خواهد بود.

#### استان تهران غربی
استان تهران غربی در سال ۱۳۹۴ مطرح شد و عنوانی برای تشکیل استانی جدید به مرکزیت شهر شهریار است که در برگیرنده شهرستان‌های شهریار، شهر قدس، ملارد، رباط کریم و بهارستان می‌باشد. حسین گروسی نماینده مردم شهرستان‌های شهریار، ملارد و شهر قدس در مجلس نهم در جریان بازدید عباس آخوندی، وزیر راه و شهرسازی از بازار ایرانی اسلامی شهر جدید اندیشه، با اشاره به لزوم توجه به شهرستان‌های غرب استان تهران بیان کرد: اگر به شهرستان‌های استان تهران نگاه ویژه نشود تهدیدی برای کلانشهر تهران به وجود می‌آید. گروسی با اشاره به لزوم حفظ پیوستگی شهرستان‌های غرب استان تهران با ایجاد یک استان جدید تصریح کرد: در بحثی که با وزیر کشور و استاندار تهران داشتیم به دنبال استان شدن شهرستان‌های غرب استان تهران بودیم. گروسی به لزوم تشکیل استان تهران غربی اشاره کرد و گفت: با دید مثبت دولت به دنبال تشکیل استان تهران غربی هستیم. وی با اشاره به نتایج مطلوب تشکیل استان تهران غربی اظهار داشت: با ایجاد این استان می‌توانیم نظارت بهتری بر عملکرد اداری این شهرستان‌ها داشته باشیم و خدمات قابل قبولی را به مردم این مناطق ارائه دهیم. وی تصریح کرد: در حال حاضر شهرستان شهریار قابلیت این را دارد که به عنوان مرکز استان جدید معرفی شود. گروسی با اشاره به لزوم توسعه امکانات رفاهی در شهرستان‌های غرب استان تهران خاطرنشان کرد: وضعیت شهرستان‌های غرب استان تهران از لحاظ شهرسازی، بیمارستان و امکانات بهداشتی و … قابل قبول نیست. گروسی به وضعیت واحدهای مسکونی شهرستان‌های غرب استان تهران اشاره کرد و گفت: به‌طور مثال، قیمت آپارتمان در شهرستان خوش آب و هوای شهریار با بهترین امکانات و مصالح از حدود ۱ تا ۲ میلیون تومان است در حالی که قیمت آپارتمان مشابه در شهر تهران بیش از ۸ میلیون تومان است. وی افزود این امر به دلیل توسعه نامتوازن و فقدان امکانات رفاهی مانند مترو، بیمارستان‌های مجهز و … در شهرستان‌های غرب استان تهران صورت گرفته است. وی به سکونت قشرها کم‌درآمد در شهرستان‌های غرب استان تهران اشاره کرد و افزود در چند دهه اخیر شهرستان‌های غرب استان تهران مهاجرپذیری بالایی داشته‌اند. وی در پایان متذکر شد: امیدواریم که دولت تدبیر و امید در راستای حل مشکلات گام‌های مطلوبی را بردارد.

#### استان تهران جنوبی

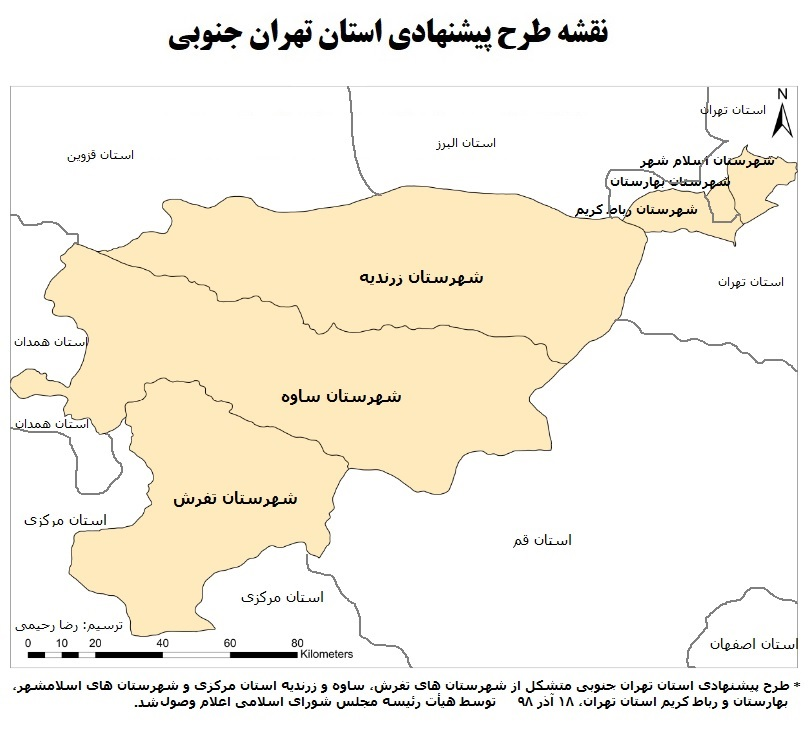
نقشه استان تهران جنوبی

استان تهران جنوبی استانی پیشنهادی شامل جنوب غربی استان تهران و شمال استان مرکزی است که قرار است تشکیل آن در مجلس شورای مورد بررسی قرار گیرد. مجلس شورای اسلامی در روز ۱۹ آذر ۱۳۹۸ اعلام کرد که طرح تشکیل استان تهران جنوبی اعلام وصول شده است. رادیو زمانه ادعا کرده است که طرح «ایجاد استان تهران جنوبی» در پی تفکیک قومی استان تهران و جداسازی جمعیت مهاجر و حاشیه‌نشین از سایر ساکنان استان است. قرار است استان تهران جنوبی شامل پرند، اسلامشهر، بهارستان، رباط‌کریم، زرندیه و ساوه، به مرکزیت شهر پرند باشد.سایت تابناک استان تهران جنوبی را متشکل از شش شهرستان اسلام شهر، بهارستان، رباط کریم (که هر سه شهرستان‌های استان تهران هستند) و تفرش، ساوه و زرندیه (که هر سه شهرستان‌های استان مرکزی هستند) اعلام کرده است.
تبصره این طرح تصریح دارد که با جدایی شهرستان‌های فوق از استان‌های تهران و مرکزی کارکنان سازمانی وسایل و تجهیزات بودجه و اعتبارات مربوط به تناسب از محل امکانات استان‌های مذکور کم می‌شود و به استان جدید اختصاص داده شده و منتقل می‌شود. معاون اول رئیس‌جمهور، وزرای کشور و امور اقتصاد و دارایی و روسای سازمان‌های برنامه و بودجه کشور و اداری و استخدامی کشور متعهد به اجرای حکم این تبصره هستند.

#### استان آفتاب / استان خرداد
استان آفتاب طرحی برای ایجاد استانی جدید در جنوب استان تهران متشکل از اسلامشهر، پاکدشت، ورامین و به مرکزیت شهرستان ری پیشنهاد شده است. هدایت الله جمالی پور، معاون استاندار تهران و فرماندار ویژه شهرستان ری در سال ۱۳۹۶ گفت: ری با بیش از هفت هزار سال قدمت یکی از شهرهای قدیمی تاریخ است و نمی‌شود و نباید این شهر با این تاریخ فاخر را به عنوان جزئی از شهر تهران در نظر گرفت. ادغام ری در تهران و اینکه ری را در تهران خلاصه کنیم و به عنوان یک منطقه از این کلانشهر در نظر بگیریم، نادیده گرفتن تاریخ عظیم این شهر است و معنایی جز ظلم به ری نمی‌دهد. ری شناسنامه ایران است و یکی از با قدمت‌ترین شهرهای تاریخ، واقعاً جای تاسف دارد که بگوییم با نگاه اشتباهی که مسئولین داشتند و این شهر را به عنوان یکی از مناطق تهران در نظر گرفتند، الآن از ۱۳۴ اثر تاریخی ری، فقط ۳۷ اثر باقی مانده است. وی با اشاره به توانمندی‌های صنعتی شهرستان ری، اظهار داشت: این شهرستان، چهاردهمین شهر صنعتی و یازدهمین شهر صنفی ایران است و از نظر درآمد اداره مالیات آن در کشور حرف اول را می‌زند، همه اینها به این معنی است که ری نه تنها شهر فقیری نیست بلکه به قدری درآمد دارد که توان اداره خویش و شهرهای اطراف را دارد.
استان خرداد طرحی برای تشکیل استانی جدید در جنوب شرقی استان تهران به مرکزیت شهر ورامین است که در برگیرنده شهرستان‌های پاکدشت، پیشوا، قرچک و ورامین می‌باشد. این طرح از جمله طرح‌هایی است که حمایت دولت نهم و دهم را در پی داشته است، به‌طوری‌که محمود احمدی‌نژاد در سفر چهارم خود به ورامین به این موضوع اشاره کرد. به گفته سید حسین نقوی نماینده مردم ورامین در مجلس، از جمله ویژگی‌های منطقه دشت ورامین برای تبدیل شدن به استانی مستقل، فراهم بودن ظرفیت به لحاظ جغرافیایی و جمعیتی و نیز ملاحظات سیاسی و امنیتی است، زیرا این منطقه به کویر متصل است و آزادراه‌های بزرگی مثل آزادراه امام رضا (ع) و آزادراه قم- گرمسار از این خطه عبور می‌کند که متصل‌کننده شمال و جنوب کشور است.

### تقسیم استان آذربایجان شرقی

استان آذربایجان شرقی در سال ۱۳۹۸

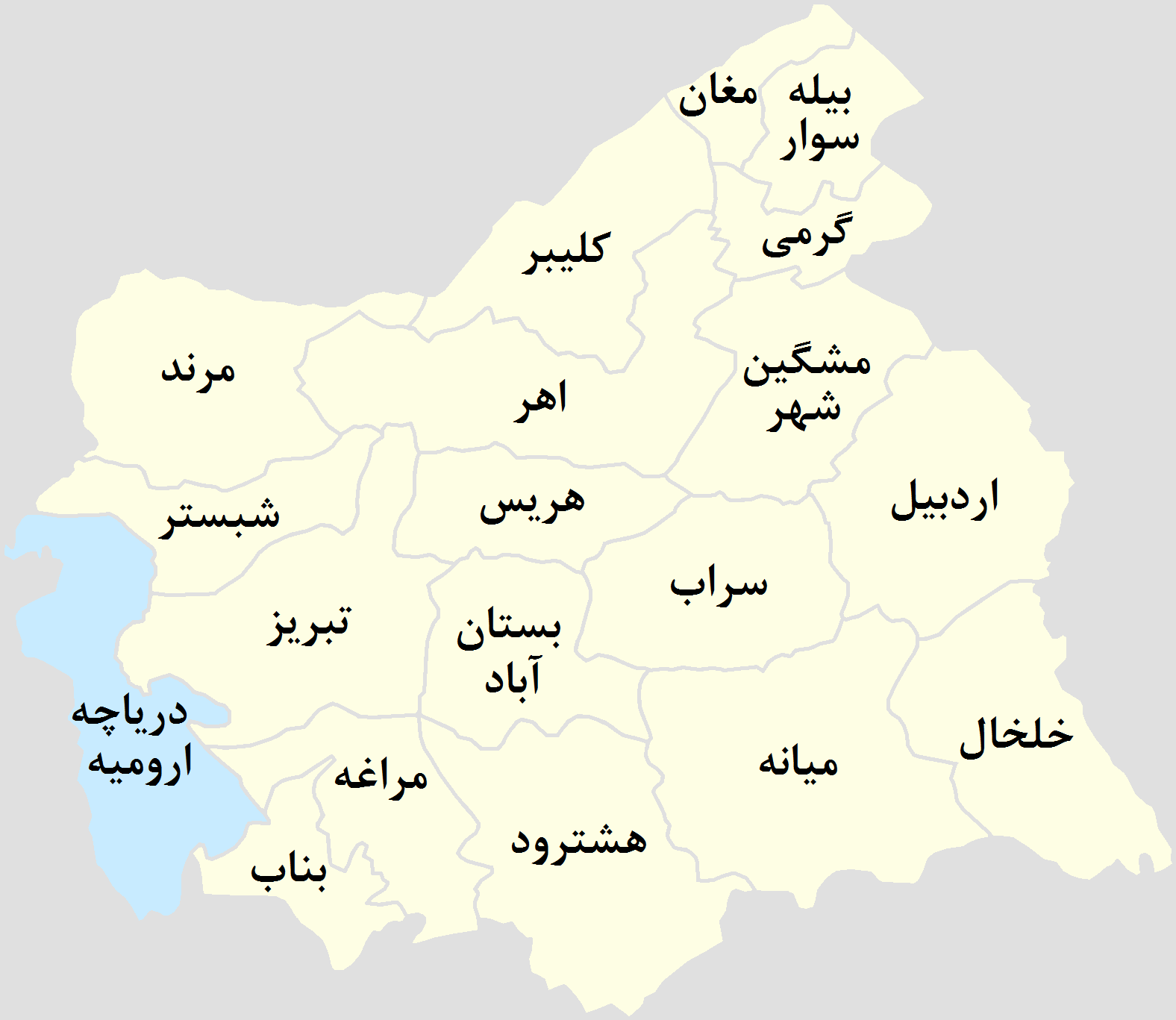
آذربایجان شرقی (پیش از تفکیک در سال ۱۳۷۲)

چندین طرح و پیشنهاد برای استان شدن در آذربایجان شرقی وجود دارد. در حال حاضر دو شهر در استان آذربایجان شرقی به صورت جدی داعیه استان شدن را دارند:
1. استان آذربایجان شمالی به مرکزیت اهر در شمال شرقی استان آذربایجان شرقی و شمال استان اردبیل / استان ارسباران به مرکزیت اهر در شمال شرقی استان آذربایجان شرقی
2. استان سهند به مرکزیت مراغه در جنوب غربی استان آذربایجان شرقی

#### استان آذربایجان شمالی / استان ارسباران
استان آذربایجان شمالی شامل چهار شهرستان شمال استان اردبیل (بیله سوار، مشگین‌شهر، گرمی، پارس‌آباد) و پنج شهرستان از شمال شرقی استان آذربایجان شرقی (اهر، کلیبر، هریس، خداآفرین، هوراند) به مرکزیت اهر است. در شهریور ۱۳۹۷ پس از به تصویب رسیدن منطقه آزاد تجاری اردبیل که شامل شهرهای شمالی استان اردبیل می‌شود، خبر از تشکیل استان جدید آذربایجان شمالی رسید و ملکی نماینده مشگین‌شهر مدعی شده است که طرح این استان با امضای نمایندگان شهرهای بیله سوار، مشگین‌شهر، گرمی، پارس‌آباد، اهر، کلیبر، هریس، خداآفرین به مجلس ارائه شده است. قلی الله قلی‌زاده در گفتگو با خبرنگاران با اشاره به اینکه نمایندگان شمال استان‌های آذربایجان شرقی و اردبیل طرح تشکیل استان آذربایجان شمالی را با مرکزیت اهر امضاء کرده‌اند، اظهار داشت: نمایندگان مشگین‌شهر، پارس‌آباد، بیله سوار و گرمی و کلیبر، خداآفرین، هوراند، اهر و ورزقان تشکیل استان آذربایجان شمالی را پیشنهاد داده‌اند. وی با اشاره به اظهار بی‌اطلاعی استاندار آذربایجان شرقی از طرح تشکیل استان آذربایجان شمالی، افزود: طبیعی است که استاندار آذربایجان شرقی از این طرح اطلاع نداشته باشند چون به وی دربارهٔ این طرح گفته نشده است. نماینده مردم کلیبر، خداآفرین و هوراند در مجلس ادامه داد: طرح تشکیل استان آذربایجان شمالی از اینکه مسئولان دولتی بیشتر به مراکز توجه دارند مطرح کردیم تا مسئولان به خود بیایند و به شهرستان‌های محروم توجه کنند. الله قلی‌زاده در واکنش به تکذیبیه نماینده مردم اهر و هریس گفت: با آقای عبداللهی نماینده اهر و هریس در خصوص طرح تشکیل استان آذربایجان شمالی صحبت‌هایی کردیم و هنوز اطلاع ندارم ایشان طرح را امضاء کرده‌اند یا خیر، اما درهرصورت اگر طرح تشکیل استان جدید تصویب شود بخش عمده‌ای مطالبات مردم تحقق می‌یابد. وی بابیان اینکه تشکیل استان جدیدی به نام آذربایجان شمالی که شهرستان‌های قره‌داغ را در برمی‌گیرد در واقع می‌توان احترام به قدمت این منطقه قلمداد کرد، ابراز داشت: برای تصویب شدن طرح استان جدید تلاش می‌کنیم اما اگر هم نتوانستیم باز چیزی را از دست نداده‌ایم و حال در این طرح اول کار هستیم.
استان شدن منطقه شمال شرقی استان آذربایجان شرقی به مرکزیت اهر (بدون شهرهای استان اردبیل) با نام استان ارسباران هم مورد بحث بوده است و شهرستان‌های اهر، هریس، ورزقان، کلیبر، هوراند و خداآفرین را شامل می‌شود.

#### استان سهند
استان سهند یا استان مراغه به مرکزیت شهر مراغه در جنوب غرب استان آذربایجان شرقی خواهد بود. مراغه در دامنهٔ جنوبی کوه سهند واقع شده است.
شهرستانهای تکاب، شاهیندژ، مرحمت آباد، بناب، ملکان و عجبشیر از دیرباز جزو شهرستان مراغه بوده‌اند که با تجمیع این شهرستانها و شهرستانهای باروق، هشترود و چاراویماق و حتی شهرستانهای میانه، آذرشهر و میاندوآب با جمعیتی بالغ بر یک و نیم میلیون نفر شرایط تشکیل استان جدید کاملاً مهیا می‌باشد.
استان جدید انواع زیرساختهای اقتصادی، علمی، اجتماعی، سیاسی، نظامی، تاریخی و صنعتی را دارا می‌باشد. از جمله این زیرساختها می‌توان به وجود منطقه ویژه اقتصادی، راه‌های ارتباطی مطلوب، راه‌آهن، فرودگاه، مراکز صنعتی شیشه و فولاد و پتروشیمی، مراکز دانشگاهی دولتی و علوم پزشکی، پادگانهای مهم مراغه و عجبشیر، نیروگاه، پایتخت بودن مرکز استان در گذشته، اشتراکات فرهنگی و کشاورزی پررونق در اکثر شهرها اشاره کرد.
با توجه به فاصله زیاد شهرهای یاد شده بالا از مراکز استان فعلی، تشکیل استان جدید می‌تواند در کاهش هزینه حمل و نقل و سفر شهروندان، صرفه‌جویی در وقت، تسهیل ارتباطات اداری، کاهش حاشیه‌نشینی و تبعات آن در شهرهای تبریز و ارومیه و صرفه‌جویی در مصرف سوخت و کاهش تصادفات جاده‌ای نیز بسیار تأثیرگذار باشد. به طوری که در حال حاضر مجموع فاصله شهرهای فوق از مراکز استان فعلی حدود ۲۱۰۰ کیلومتر می‌باشد در حالی که با تشکیل استان جدید این عدد به حدود ۱۰۰۰ کیلومتر کاهش پیدا خواهد کرد.

### تقسیم استان آذربایجان غربی

استان آذربایجان غربی

#### استان آذربایجان مرزی
استان آذربایجان مرزی، شمال استان آذربایجان غربی شامل شهرهای خوی، سلماس، ماکو، پلدشت، شوط، چالدران و چایپاره و به مرکزیت خوی خواهد بود. رسول خضری، نماینده پیرانشهر و عضو کمیسیون اجتماعی مجلس شورای اسلامی، در گفتگو با روزنامه اعتماد از تلاش‌های دوباره برای تشکیل استان آذربایجان مرزی خبر داد. بحث بر سر توزیع متوازن امکانات نیست. جریان‌هایی در کشاکش با یکدیگر می‌خواهند مناطق آزاد ماکو و چالدران و خوی را یک‌کاسه کنند. قیمت ملک دو چندان خواهد شد. نخستین بار سید تقی کبیری، نماینده خوی در مجلس شورای اسلامی طرح تشکیل استان آذربایجان مرزی را مطرح کرد. کبیری ۲۷ مرداد سال ۱۳۹۸ در گفتگو با ایسنا گفت: در چند سال گذشته اتفاقاتی در قسمت شمالی استان آذربایجان غربی رخ داد از جمله ایجاد دو فرودگاه و اتصال به دو کریدور مهم که شرق و جنوب را به شمال غربی کشور وصل می‌کند. همچنین مناطق آزاد تجاری ماکو، چالدران و خوی هم ایجاد شده و ما با کشورهای ترکیه و نخجوان و غیرمستقیم با آذربایجان مرز مشترک داریم. به دلیل فاصله زیاد تا مرکز استان آذربایجان غربی و مرزی بودن این مناطق، مردم خواهان تشکیل استان آذربایجان مرزی هستند. آنچه که نماینده خوی ناگفته می‌گذارد این است که با تشکیل استان آذربایجان مرزی با مرکزیت خوی، قیمت زمین و ملک در این شهر چند برابر افزایش می‌یابد. پیش از این هم در دی ۹۷ قرار بود خوی و چالدران به منطقه آزاد ماکو ملحق شوند. این امر به تنش‌هایی در بین مردم دامن زد. اهالی ماکو می‌گفتند با الحاق خوی و چالدران به منطقه آزاد ماکو، این منطقه از نظر مساحت به بزرگ‌ترین منطقه آزاد تجاری در جهان تبدیل می‌شود بدون آنکه از استانداردها و زیرساخت‌های لازم برخوردار باشد.

#### استان کردستان شمالی (مُکریان)
طرح پیشنهادی برای تشکیل استانی جدید با عنوان کردستان شمالی به مرکزیت بوکان در شمال غرب ایران که محدوده مورد نظر برای تشکیل این استان بخشی از استان آذربایجان غربی و استان کردستان است. کردستان شمالی شهرستان‌های کردنشین جنوب دریاچه ارومیه و شهرستان‌های سقز و بانه در شمال استان کردستان را دربر می‌گیرد.
به صورت رسمی این طرح برای اولین بار توسط نماینده وقت بوکان در تاریخ ۲۵ اردیبهشت ۱۳۶۹ با نام استان مکریان به مرکزیت بوکان در دوره سوم مجلس شورای اسلامی مطرح و به وزارت کشور پیشنهاد داده شد تا در خصوص استانی جدید در جنوب آذربایجان غربی اقدام و مورد مطالعه قرار گیرد. در سال ۱۳۸۷ در نطق پیش از دستور محمدقسیم عثمانی با عنوان «مطالعه وزارت کشور در جهت ایجاد استان جدید کردستان شمالی با مرکزیت بوکان با توجه به موقعیت استراتژیک و ظرفیت‌های بالقوهٔ آن و رفع شبههٔ تبعیض بین غرب و شرق کشور» دوباره طرح تشکیل استان مکریان اما این بار با نام کردستان شمالی مطرح شد.

### تقسیم سایر استان‌ها

#### استان مغان

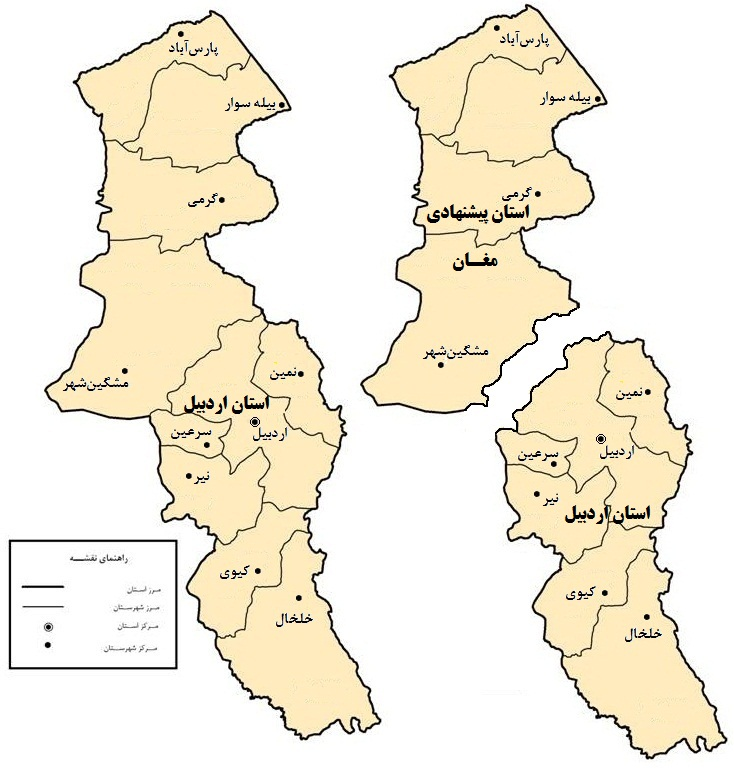
استان پیشنهادی مغان

در ۲۷ مهر ماه سال ۱۳۹۳ حبیب برومند نماینده مردم پارس‌آباد و بیله سوار در سخنرانی اش در مجلس شورای اسلامی خواستار جدایی شهرستان‌های شمالی استان اردبیل از این استان و تشکیل استان مغان شد. به دنبال این سخنان ۵۳ تن از نمایندگان مجلس طی نامه‌ای حمایت خود را از این پیشنهاد اعلام نمودند. به پیشنهاد این نماینده شهرستان‌های پارس‌آباد، بیله سوار، گرمی و مشگین‌شهر جزو این استان خواهند بود.

#### استان تالش

استان گیلان

در سال‌های اخیر پیشنهادهایی در خصوص تشکیل استان تالش انجام گرفته است. در یکی از پیشنهادها در سال ۱۳۸۴، ناصر عاشوری قلعه‌رودخانی نماینده فومن اظهار داشت که پیشنهاد دارم تا شهرستان‌های رضوانشهر، ماسال، هشتپر، طوالش، آستارا از استان گیلان و شهرهای عنبران، بیله سوار و امامورد از استان اردبیل منتزع شود و با مرکزیت شهرستان آستارا یا هشتپر طوالش، استان جدید تالش تأسیس شود. تشکیل این استان موافق و مخالفانی داشته و دارد. عطاءالله عبدی استاد جغرافیای سیاسی و کارشناس مسائل قومی در سال ۱۳۹۴ بیان داشت که تشکیل استان تالش با عنوان استان تالش جنوبی از لحاظ راهبردی و ژئوپلتیک دارای اهمیت شایانی است و در کنار حفظ خرده فرهنگ تالش یک اقدام راهبردی در راستای تأمین امنیت پایدار ملی نیز خواهد بود. این امر یک راهبرد «مدیریت سرزمینی» در برابر یک خطر امنیت ملی به نام کشور جمهوری آذربایجان است زیرا از لحاظ جغرافیایی منطقه تالش تقسیم شده به دو بخش ایرانی و باکویی (در مالکیت جمهوری آذربایجان) یا به عبارت بهتر شمالی (این بخش را برخی از صاحب نظران تالش، تالش اشغالی هم می‌نامند) و جنوبی (بخش ایرانی) است. امروزه زبان تالش از شهرستان فومن تا جنوب باکو ادامه می‌یابد. جدایی بخش شمالی تالش از ایران یکی از میراث‌های شوم عهدنامه ترکمانچای بوده است. این منطقه یعنی نیمه شمالی تالش از لحاظ سیاسی و اجتماعی دچار فراز و فرودهای بسیاری بوده است. اما از زمان شکل‌گیری و ابداع جمهوری آذربایجان در مناطق آران و شروان فشارهای فرهنگی و اجتماعی گسترده‌ای به صورت سازماندهی شده در قالب ایدئولوژی پان ترکیسم بر این منطقه وارد شده و تلاش‌های مبارزانی همچون ژنرال علی اکرام همت اف برای آزادی و رهایی از این فشارها با شدت تمام سرکوب شده است. آنچه که در این زمینه مشخص است آن است که یکی از ابعاد برجسته جنبش آزادی خواهانه تالش شمالی و آرمان رهبران آن بازگشت به آغوش ایران است. از این رو تلاش برای ایجاد استان تالش می‌تواند گامی در راستای پاسخ به ندای ایران خواهانه تالشان و نیز ابزاری برای مبارزه با ایده‌های انضمام گرایانه باکو با عناوینی مانند واژه‌های آذربایجان شمالی و جنوبی است؛ یعنی در برابر اقدام آن‌ها در جعل تاریخ و جغرافیا ما نیز باید واقعیت تاریخی و جغرافیایی تالش شمالی و جنوبی را برجسته نماییم. در این صورت هم بخشی از مردمان ایرانی جدا افتاده از ایران را برای آزادی و بازگشت به مام میهن کمک خواهیم نمود، هم در برابر توطئه سرزمینی پانترکها و پان آذریستها راهبردی سرزمینی ارائه خواهد شد و هم اینکه به الزاماتی مانند حفظ هویت تالشان ایران در برابر زبانهای مهاجم به این منطقه و توسعه آن کمک خواهد شد.

#### استان مازندران غربی
طی سال‌های اخیر بارها تشکیل استان مازندران غربی به مرکزیت تنکابن و در سال ۱۳۹۸ به مرکزیت نمک آبرود پیشنهاد شده است. اگر قرار باشد استان مازندران غربی شکل بگیرد، باید شهرستان‌های رامسر، تنکابن، عباس‌آباد، کلاردشت، چالوس، نوشهر و نور از استان مازندران جدا شوند و با مرکزیت نمک آبرود یا تنکابن این استان را تشکیل دهند. زمزمه‌های شکل‌گیری استان مازندران غربی اولین بار در همایش توسعه علمی غرب مازندران مطرح شد. دلیل ایجاد چنین استانی هم فاصله زیاد غرب مازندران تا مرکز استان و عدم رسیدگی مشکلات مردم منطقه در مرکز استان اعلام شده بود. با این حال، مخالفت‌های معاونت سیاسی امنیتی استانداری مازندران مانع از به کرسی نشستن حرف نمایندگان این استان در مجلس شده است.

#### استان شاهرود (شاهوار)
کاظم جلالی نماینده دوره هشتم و نهم مجلس که طرح این استان را در مجلس پیشنهاد داد، او معتقد است وسعت زیاد شهرستان شاهرود در مقایسه با استان‌هایی مثل گیلان، مازندران، تهران، قم و قزوین و همچنین موقعیت آن در اتصال شرق به غرب و شمال به جنوب کشور دلایل خوبی برای شکل‌گیری استان شاهرود هستند. ضمن این که جمعیت شهرستان شاهرود از جمعیت شهرستان سمنان هم بیشتر است.

#### استان گلشن
طرحی است که بر مبنای آن شهرستان‌های طبس و بشرویه از استان خراسان جنوبی و شهرستان خور و بیابانک از استان اصفهان جدا شده و استانی جدید به مرکزیت شهر طبس ایجاد شود. این طرح برای اولین بار توسط محمد کریم عابدی نماینده مردم طبس، فردوس، سرایان و بشرویه در مجلس شورای اسلامی بیان شد. وی دلیل پیشنهاد این طرح را وسعت زیاد شهرستان طبس، جلوگیری از مهاجرت مردم به کلانشهرها و افزایش امنیت و قدرت اقتصادی منطقه برشمرده است. نارضایتی از الحاق این شهرستان به استان یزد در سال ۱۳۸۰ نیز از علت‌های پیشنهاد این طرح بوده است. شهرستان طبس در سال ۱۳۹۱ دوباره به استان خراسان جنوبی ملحق شد.

#### استان زاگرس
استان زاگرس طرح پیشنهادی برای تشکیل استانی جدید در شرق استان لرستان به مرکزیت بروجرد است. این استان گاه با نام‌های دیگر مانند استان بوستان، استان بروجرد یا استان لرستان شرقی هم نام برده شده است. طرح اولیه تشکیل استان زاگرس در سال ۱۳۷۵ به هنگام سفر رئیس‌جمهور وقت حکومت جمهوری اسلامی اکبر هاشمی رفسنجانی به بروجرد از سوی نمایندگان مردم ملایر در مجلس شورای اسلامی ارائه شد. سپس در سال ۱۳۷۹، نمایندگان ملایر، بروجرد و نهاوند تشکیل استانی جدید با مشارکت سه شهرستان فوق را با نامه‌ای رسمی از وزارت کشور خواستار شدند.
در دومین دوره ریاست جمهوری سید محمد خاتمی، زمزمه‌های استقلال اداری بروجرد و تشکیل استان زاگرس شدت گرفت اما تا چندین سال بعد تحرک جدی در این زمینه دیده نشد. در سال ۱۳۸۹، به دنبال تأسیس استان البرز به مرکزیت کرج، علاءالدین بروجردی و هادی مقدسی نمایندگان بروجرد در مجلس شورای اسلامی، ضمن ایراد سخنرانی، از رئیس‌جمهور (محمود احمدی‌نژاد) تقاضای تأسیس استان زاگرس به مرکزیت بروجرد را نمودند. محدوده پیشنهادی برای استان زاگرس از ابتدا تاکنون متغیر بوده است. در طرح اولیه که در سال ۱۳۷۹ ارائه شد استان زاگرس شامل سه شهرستان بروجرد، نهاوند و بود. امروزه استان پیشنهادی زاگرس، علاوه بر سه شهرستان فوق، شامل شهرستان‌های شرقی استان لرستان یعنی شهرستان دورود، شهرستان ازنا و شهرستان الیگودرز نیز می‌شود. در برخی منابع اینترنتی، کلیه مناطق دارای گویش نزدیک به گویش بروجردی جهت الحاق به استان زاگرس پیشنهاد شده‌اند که علاوه بر موارد فوق، شهرستان‌های تویسرکان، شازند، خنداب و را نیز شامل می‌شود.

## طرح‌های پیشنهادی برای تغییر محدوده

### اتصال استان فارس به خلیج فارس
طرح اتصال فارس به آب‌های آزاد طرحی است که در آن استان فارس از طریق الحاق بخشی از استان هرمزگان به خلیج فارس و دریاهای آزاد راه یابد. در دهه پنجاه با انتزاع استان بوشهر و غرب هرمزگان از استان فارس، راه دسترسی به آ بهای خلیج فارس برای این استان قطع گردید. برای اولین بار در اوایل دهه هفتاد در دوران ریاست جمهوری هاشمی رفسنجانی، درخواست دسترسی استان فارس به دریا مطرح شد اما در دوران ریاست جمهوری خاتمی این طرح با پیشنهاد دسترسی استان فارس از طریق عسلویه در استان بوشهر به شهرستان لامرد ناکام ماند. تلاش‌ها با برنامه‌ریزی بیشتر در دوره ریاست جمهوری احمدی‌نژاد نیز ادامه داشت، تا اینکه در اواخر دولت دوم محمود احمدی‌نژاد این طرح به تصویب رسید و وزیر کشور دولت یازدهم با الحاق پنج روستای بخش کوشکنار تابع شهرستان پارسیان در استان هرمزگان به این استان و همجواری ۶ کیلومتر آن با ساحل به خلیج فارس به‌طور ضمنی موافقت کرد. تأمین امنیت بیشتر دریاهای جنوب، تسریع در توسعه مناطق ساحلی جنوب، بالفعل کردن ظرفیت تجاری این نوار از کشور، با مسمی شدن نام خلیج فارس و افزایش معابر استراتژیک به دریاهای آزاد از اهداف و دلایل این الحاق و تصویب آن یاد شده است.
جدا کردن بخشی از استان هرمزگان، باعث اعتراضات جمعی از مردم در شهرهای این استان شد که منجر به بازداشت عده‌ای گردید. این اعتراضات با حمایت چهره‌هایی چون رضا صادقی و نمایندگان این استان در مجلس همراه شد. آن‌ها اعلام کردند اجرای این تصمیم متوقف گردیده است. ۱۸۶ نمایندگان مجلس این طرح را بخشی از تصمیمات شتابزده و غیر کارشناسی دولت دهم دانستند و آن را بستری مناسب برای ایجاد اختلاف بین مردم دانستند. نمایندگان استان هرمزگان در مجلس در مخالفت با تجزیهٔ هرمزگان بیانیه‌ای صادر و اعلام کرده‌اند در صورت باقی ماندن این مصوبه استعفاء خواهند داد.

### الحاق رامسر به گیلان
گروهی در شهرستان رامسر با جمع‌آوری امضاهای مردمی در قالب طومار خواهان الحاق به استان گیلان شدند.

### الحاق شهمیرزاد به استان مازندران
در نخستین روز آغاز به کار استاندار جدید مازندران در ۱۸ شهریورماه ۱۳۹۲ شماری از مردم شهمیرزاد با حضور در مقابل استانداری مازندران در ساری خواستار الحاق به استان مازندران شدند و تعدادی از افرادی که خود مردم انتخاب کردند به همراه اعضای شورای شهر شهمیرزاد برای رایزنی و الحاق این شهر به استان مازندران وارد استانداری مازندران شدند و با معاون مدیر کل امنیتی استانداری مازندران و مدیر کل حراست استانداری مازندران گفتگو کردند. رئیس شورای اسلامی شهمیرزاد نیز در این تجمع در جمع خبرنگاران با اعلام اینکه از سال‌های دور شهمیرزاد متعلق به استان مازندران بوده اظهار داشت: مردم شهر شهمیرزاد دارای مشترکات مختلف زبانی، فرهنگی، اجتماعی و اقتصادی با مردم مازندران هستند و خواستار الحاق شدن به مازندران هستند.
در بهمن ماه ۱۳۸۹ عده‌ای از مردم شهمیرزاد طی نامه‌ای به رئیس‌جمهور (که رونوشت آن دربردارندهٔ ۴۶ صفحه امضاء، به مقامات دیگر هم فرستاده شد) خواهان پیوستن به استان مازندران شدند. در بخش پایانی این نامه چنین آمده است: «بار دیگر تقاضای الحاق شهر عزیزمان شهمیرزاد به استان سرسبز مازندران داریم تا دلسوخته از به یغما بردن آب و آبخانه‌های شهرمان و محرومیت‌های موجود با انضمام به فضای سبز و جنگل انبوه و آب نیلگون دریای خزر آرام گیرد و از حضرتعالی عاجزانه می‌خواهیم که خواسته به حق ما را جامه عمل بپوشانید.»
این در حالیست که فاصله شهمیرزاد تا مرکز استان مازندران ۱۷۰ کیلومتر و تا مرکز استان سمنان تنها ۲۷ کیلومتر است.
شایان ذکر است شهمیرزاد تا پیش از سال ۱۳۴۰ که سمنان به فرمانداری کل ارتقاء یافت جزئی از استان دوم یعنی استان مازندران بوده است.

### الحاق فیروزکوه و دماوند به مازندران
طرح الحاق فیروزکوه و دماوند به مازندران به علت وجود اشتراکات زبانی، فرهنگی، اجتماعی و اقتصادی با مردم مازندران بارها مطرح شده است. شهرهای فیروزکوه و دماوند در سال ۱۳۴۹ از مازندران جدا گشتند.

### الحاق آستارا به اردبیل
موضوع الحاق مجدد آستارا به استان اردبیل به دلیل سوابق تاریخی، جغرافیایی، تمدنی، زبانی و پیوستگی فرهنگی به آذربایجان و از جمله استان اردبیل همواره به عنوان یکی از مطالبات جدی مردم این شهرستان و استان اردبیل بوده است اما آنچه که واقعیت دارد این است که شهرستان آستارا تا سال ۱۳۳۵ جزو استان آذربایجان شرقی بود اما به دلیل دوری راه، نامناسب بودن جاده‌های ارتباطی در آن زمان و وجود دو گردنه صعب العبور حیران و صائین در مسیر ارتباط آستارا با تبریز، دولت وقت پهلوی تصمیم گرفت آستارا را به استان گیلان ملحق کند. فاصله آستارا تا اردبیل ۷۵ کیلومتر و آستارا به رشت بیش از ۲۲۰ کیلومتر است و از چند دهه پیش نگهداری بخش مهمی از جاده حیران به راهداری اردبیل سپرده شده و در اختیار استان اردبیل است.

### منطقه پلور
منطقه پلور و مکان‌های طبیعی و سازه‌ها و جاده‌ها و مناطق اطراف آن (از جمله آستان امام زاده هاشم) طی سال‌های اخیر منشأ اختلافات بین دماوند از استان تهران و بخش لاریجان شهرستان آمل از استان مازندران بوده است. در ۲۵ تیر سال ۱۳۸۹ حجت‌الاسلام محمدعلی رحمانی در خطبه‌های نماز جمعه شهرستان آمل با اشاره به اینکه همگان به خوبی می‌دانند که تا محدوده آستانه مبارکه امام زاده هاشم در حوزه استحفاضی شهرستان آمل و استان مازندران است گفت: از مسئولان استان تهران و همه آنانی که گوشه چشمی به منطقه لاریجان شهرستان آمل دارند هشدار جدی می‌دهم که مراقب اقدامات غیرمنطقی خود باشند. وی افزود: در چند وقت گذشته دیده شده که مسئولان تهرانی با برگزاری مسابقات ماهی‌گیری و صخره‌نوردی در منطقه پلور بخش لاریجان شهرستان آمل با عنوان پلور تهران و حتی پلور دماوند این فعالیت‌های خود را در رسانه‌ها از جمله صدا وسیما علنی کردند. امام جمعه آمل ادامه داد: مسئولان استان تهران با ساخت یک شهرک که هنوز نوع فعالیت آن مشخص نیست به پیش روی‌های خود در منطقه پلور بخش لاریجان آمل ادامه دادند. بخش کوهستانی لاریجان شهرستان آمل دارای دو شهر رینه و گزنک و حدود ۸۰ روستا است که در محور هراز در مسیر ارتباطی آمل به تهران واقع شده است. گردنه بژم موشا به بلندی ۲۷۵۰ متر مشرق به روستای مشاء از روستاهای توابع شهرستان دماوند بوده و در ۷ کیلومتری شمال غربی شهر دماوند واقع شده است. این گردنه ما بین مشاء و پلور بر سر راه تهران به آمل واقع شده است و مرز استان تهران به مازندران بوده و این دو استان را از یکدیگر جدا می‌سازد. البته این گردنه در فرهنگ جغرافیایی جزو آبعلی شهرستان دماوند محسوب شده است. مردم دماوند ادعای مازنی‌ها مبنی بر مالکیت امام زاده هاشم را قبول ندارند. در سال‌های اخیر، بحث بر سر تعلق امام زاده هاشم به استان مازندران یا استان تهران، از سوی ادارات اوقاف این دو استان در جریان بوده است. این امام زاده در نقشهٔ سازمان نقشه‌برداری کشور در دهستان بالالاریجان شهرستان آمل قرار دارد.

### الحاق خلخال و کوثر و نمین به گیلان
جلیل جعفری نماینده مردم خلخال و کوثر در مجلس شورای اسلامی سال ۱۳۹۳ در جلسه شورای برنامه‌ریزی و امور زیربنایی اردبیل با انتقاد از بی‌توجهی به دو شهرستان خلخال و کوثر تصریح کرد: مردم این دو شهرستان به حدی در مضیقه هستند که تمایل به تغییر استان مبدأ تصمیم‌گیری خود دارند. این شهرستان چه در حوزه راه و چه در حوزه نیرو با محرومیت‌های قابل توجهی مواجه است. در نیمی از سال مسیر ارتباطی خلخال به گیلان به دلیل نامناسب بودن وضعیت تردد مسدود می‌شود، ادامه داد: علاوه بر این در بخش روستایی نیز اغلب راه‌های روستایی این شهرستان نه تنها آسفالت ندارند بلکه صرفاً از راه خاکی استفاده می‌کنند. با کوچک‌ترین بارشی تمامی مسیرهای ارتباط روستایی گل آلوده شده و عملاً رفت‌وآمد روستاییان را دچار مشکل می‌کند. به گفته این نماینده در بخش آب نیز تعطیلی پروژه‌های سد سازی، مشکل آب شرب روستایی و فرسایش تجهیزات دو شهرستان کوثر و خلخال را به وضعیت بحرانی رسانده است. جبار کوچکی‌نژاد نماینده شهر رشت در سال ۱۳۹۴ گفت برخی از مردم شهرهای مجاور گیلان در اردبیل از جمله خلخال تمایل به الحاق به این استان را دارند، با وجود این مسئله، ما اظهار نظری در این زمینه نمی‌کنیم تا حساسیتی ایجاد نشود.
در شهریور ۱۳۹۴ صفر نعیمی‌رز نماینده مردم آستارا در مجلس شورای اسلامی گفت الحاق نمین و بخش ویلکیج اردبیل به شهرستان مرزی بندر آستارا را پیگیری می‌کنم. او در گفتگو با خبرنگار فارس در آستارا با اشاره به اظهارات یکی از نمایندگان اردبیل دربارهٔ شهرستان آستارا، اظهار کرد که بنده خودم متولد اردبیل و صادره از نمین هستم. وی افزود: با توجه به برخی دلایل الحاق نمین و بخش ویلکیج را پیگیری می‌کنم و اعتقاد دارم نمین و بخش ویلکیج اردبیل می‌تواند متعلق به حوزه استحفاظی آستارا باشد و بخش شاهرود خلخال نیز به گیلان ملحق شود. اشتراک زبانی و فرهنگی شهرستان نمین و ۱۳ آبادی تابعه که تمام آنها تالش زبان هستند، ارتباطات گسترده فرهنگی با عنبران شهرستان آستارا دارند و با الحاق این مناطق به گیلان می‌توانیم استقرار فرمانداری ویژه در آستارا را تسریع بخشیم و با آغوش باز پذیرای این عزیزان هم‌زبان و مرزنشین هستیم. وی با تأکید بر اشتراکات جغرافیایی و فرهنگی گسترده بین اهالی مناطق عنبران، سروآباد، جید، پیله‌زیر، میرزانق، میناباد، امین‌جان و نمین اردبیل با آستارا تصریح کرد: بیشتر اهالی این مناطق در طول زمان به اقصی نقاط مختلف گیلان و عنبران‌محله و شیخ‌محله آستارا مهاجرت کردند و وصلت‌های فامیلی بین دو منطقه برقرار است و از علاقه‌مندی آنها باخبریم و با آغوش باز پذیرای این عزیزان هم‌زبان و مرزنشین در مجموعه شهرستان آستارا هستیم. اشتراکات زیادی بین مردم بخش شاهرود خلخال مانند کلور، اسکستان، اسبو، لرد، درو و ماجلان از نظر زبانی و فرهنگی وجود دارد و بیشتر مردم این مناطق برای تهیه مایحتاج زندگی، درمان، اشتغال و سکونت با گیلان مراوده داشته‌اند و علاقه زیادی نشان می‌دهند که به گیلان ملحق شوند. با توجه به شرایط آب و هوایی مناسب و هزینه کم می‌توانیم با ایجاد کارخانه‌های بزرگ به صورت متمرکز در غرب گیلان شرایط اشتغال و توسعه اقتصادی این مناطق را فراهم آوریم.

### گردنه حیران
در سال‌های اخیر مالکیت بر گردنه حیران و جاده‌های ارتباطی آن محل اختلاف و درگیری بین گیلان و اردبیل بوده است. در فروردین ۱۳۹۷ ولی داداشی نماینده آستارا در نشست مطبوعاتی با خبرنگاران با اشاره به حواشی روزهای اخیر دربارهٔ آستارا و گردنه حیران گفت: حیران متعلق به آستارا است و به زودی ۲۰ کیلومتر راه حدفاصل پل روستای آقچای تا تونل که فقط مدیریت آن برعهده راهداری اردبیل قرار گرفته را باز پس خواهیم گرفت. داداشی همچنین اضافه کرد: قانون تقسیمات کشوری با لایحه دولت تصویب و طبق این قانون حیران برای آستارا بوده و ما باید تابع قانون باشیم و در این مقوله هیچ بحث قومی وجود ندارد. وی بیان کرد: در شهرستان آستارا، اردبیلی‌های زیادی زندگی کرده و ما با صحبت‌های احساسی نباید وارد این مسائل شویم و حاشیه را چاشنی کار قرار داده و به وحدت ملی ضربه بزنیم. نماینده آستارا با تأکید بر اینکه نباید به پانترک‌ها اجازه سوء استفاده در این مسئله را بدهیم، یادآور شد: هنگام تقسیم ظرفیت‌ها در استان عنایتی به ظرفیتهای شهرستان آستارا نمی‌شود و از استاندار گیلان نیز انتظار داریم در این گونه مسایل که امکان تنش‌های قومی و قبیله ای بسیار زیاد است ورود جدی تری داشته باشد. در آذرماه سال ۱۳۹۷ معاون مهندسی و ساخت راه و شهرسازی استان اردبیل اظهار داشت: براساس تقسیمات کشوری تا آخر تونل مربوط به محدوده استان اردبیل بوده و مابقی گردنه حیران متعلق به استان گیلان است.
در سال ۱۳۹۴ سلامت سپهرنژاد رئیس شورای اسلامی بخش مرکزی آستارا در نشست شورای اسلامی بخش مرکزی این شهرستان با انتقاد از اظهارات امروز «مصطفی افضلی‌فرد» دبیر مجمع نمایندگان اردبیل در زمینه نصب تابلو در داخل حوزه جغرافیای سیاسی و مبنی بر اینکه «فرماندار آستارا باید تنبیه شود»، اظهار کرد: حداقل انتظاری که از یک نماینده مجلس می‌رود آشنایی وی به حوزه انتخابیه و تقسیمات رسمی بین استان‌هاست. او گفت که «حیران» پس از تونل روستای «ونه‌بین» قرار دارد که در تقسیمات کشوری به عنوان یکی از دهستان‌های بخش مرکزی شهرستان آستارا و گیلان است. مصطفی افضلی‌فرد نماینده مردم اردبیل در مجلس شورای اسلامی طی مصاحبه‌ای نصب تابلو در گردنه حیران و حوزه جغرافیایی سیاسی گیلان را اقدامی غیرقانونی برشمرد که افکار عمومی را تحت تأثیر قرار داد.

### الحاق برخی شهرها به استان قم
در سال ۱۳۹۳ الحاق دلیجان، محلات، ساوه و زرندیه از استان مرکزی به استان قم به صورت علنی مطرح شد. همچنین ادعا شده شهرهای تفرش و آشتیان از استان مرکزی و آران و بیدگل از استان اصفهان نیز خواهان الحاق به استان قم هستند.

### جدایی ری و شمیران از تهران
در سال‌های اخیر به دفعات بحث جدایی ری و شمیران از شهر تهران مطرح شده است. علاوه بر این طرح‌هایی برای ایجاد شهرستان آفتاب که از تهران جدا شود ولی همچنان در قالب یک استان با تهران باشد و همین‌طور استان مستقل آفتاب متشکل از اسلامشهر، پاکدشت، ورامین و به مرکزیت شهرستان ری نیز پیشنهاد شده است.

## طرح‌های پیشنهادی برای تغییر نام

### تغییر نام استان مرکزی
محمود احمدی‌نژاد رئیس‌جمهور وقت ایران در سال ۱۳۸۹ نام گذاری روی استان‌های کشور را دارای وجهه فرهنگی و هویت‌بخش دانست و با پیشنهاد تغییر نام استان مرکزی به استان آفتاب گفت: نام استان‌ها باید تبیین‌کننده هویت و معرف فرهنگ آن استان باشد اما به‌نظر می‌رسد در نام گذاری این استان توجهی به این موضوع نشده است و ضرورت دارد نام شایسته‌ای انتخاب شود که در این میان، عنوان آفتاب که برای استان مرکزی مطرح می‌شود، زیبنده‌تر به نظر می‌رسد و می‌توان به عنوان یکی از کارهای فرهنگی ماندگار و هویت‌بخش، نام آن را استان آفتاب گذاشت.

### تغییر نام استان کهگیلویه و بویراحمد
تغییر نام استان کهگیلویه و بویراحمد در سال‌های اخیر بارها محل بحث و گفتگو بوده است. غلامرضا تاجگردون نماینده مردم گچساران در مجلس شورای اسلامی با اشاره به طرح موضوع تغییر نام استان کهگیلویه و بویراحمد در شورای فرهنگ عمومی گفت که باید به دنبال مسائلی باشیم که همگرایی را بیشتر کند. موضوع تغییر نام استان کهگیلویه و بویراحمد از سال‌ها پیش مطرح بوده است. بعضی از اهل‌قلم به فکر افتادند که اسم استان را عوض کنند. بعضی از دانشجویان هم گفتند اسم استان را عوض کنید. موضوع با گسترش فعالیت و تردد و سفر و تجارت و اقتصاد و هنر جدی‌تر شد. در تمام سفرهای رسمی خودم به خارج وقتی می‌گویم نماینده گچساران هستم، سؤال می‌کنند کجای ایران و من هم باید بگویم طرف‌های جنوب ایران. برای تجار ما هم کمی سخت است که بخواهند اسم استان را در جلسات بگویند. درد آنجا بیشتر می‌شود که هیچ رئیس‌جمهوری راحت نمی‌تواند اسم استان را بگوید و وزرا هم بدتر.

### تغییر نام استان چهارمحال و بختیاری
تغییر نام استان چهارمحال و بختیاری در سال‌های اخیر بارها محل بحث و گفتگو بوده است. تفکیک چهارمحال «و» بختیاری بین استان شکاف ایجاد می‌کند و این نامگذاری استان را دو شقه کرده است. حیدری نماینده مردم اردل، فارسان، کیار و کوهرنگ در مجلس شورای اسلامی گفته است که: از آن جا که استان کوچک است، تفکیک چهارمحال «و» بختیاری بین استان شکاف ایجاد می‌کند و این نامگذاری استان را دو شقه کرده است. دلیل بعدی تغییر نام استان طولانی بودن آن است که در محاورات و گفتگوها معمولاً یک بخش و بیشتر قسمت اول آن گفته می‌شود و کلمه بختیاری ناخواسته حذف و باعث می‌شود که مقصد اصلی از آن حاصل نشود. ضمن اینکه برخی نیز درمکاتبات می‌نویسند استان «چ و ب» که در اصل استان چوب خوانده می‌شود. نام چهارمحال و بختیاری اشاره به دو بخش منطقه چهارمحال و منطقه بختیاری دارد. چهارمحال بخشی روستانشین میان اصفهان و منطقه ایل‌نشین بختیاری بود. محال جمع مکسر واژه محل به معنی جا و مکان است و چهار محال یعنی چهار ناحیه که عبارت بودند از: لار، کیار، میزدج و گندمان. در بخش‌بندی کنونی استان، لار در شهرستان شهرکرد، شهرستان سامان و شهرستان بن، میزدج در شهرستان فارسان، کیار در شهرستان کیار و گندمان در شهرستان بروجن قرار می‌گیرد. منطقه بختیاری نیز که از دیر باز کوچ گاه ایل بزرگ بختیاری بوده و هست، هم‌اکنون دربردارنده شهرستان‌های کوهرنگ، اردل و لردگان و بخش ناغان شهرستان کیار می‌باشد. تغییر نام استان به دلیل نگرانی از واکنش بختیاری‌ها استان هنوز عملی نشده است.